# フロリダ州

フロリダ州
State of Florida

州の愛称: サンシャイン・ステート
Sunshine State州のモットー: 我々は神を信じる
In God We Trust

フロリダ州（フロリダしゅう、英: State of Florida [ˈflɒrɪdə] ( 音声ファイル) ）は、アメリカ合衆国南東部の州。メキシコ湾と大西洋に挟まれるフロリダ半島の全域を占め、北はジョージア州とアラバマ州に接しており、サンベルトと呼ばれる比較的気候が温暖な州の1つでもある。
フロリダ州の面積は170,306 km2 (65,758 mi2) で、50州の中で22位であるが海岸線の長さは約1,900kmあり、大陸48州の中では最長である。
フロリダ州は北部と中部が亜熱帯、南部は熱帯に属して概して暖かいので、「サンシャインステート（日光の州）」という渾名がある。2020年の国勢調査時点での人口は21,538,187人となっており、全米50州の中で第3位である。州都はタラハシー (Tallahassee) 、人口最大の都市はジャクソンビル (Jacksonville)、その他主な都市としてはマイアミ (Miami)、タンパ (Tampa)、オーランド (Orlando)などがあり、マイアミ都市圏は人口600万人以上を抱える州内最大、全米でも第8位の都市圏になっている。
ケネディ宇宙センター、スペースポート・フロリダ、ウォルト・ディズニー・ワールド・リゾート、ユニバーサル・オーランド・リゾート、シーワールド・オーランドなどがあることで有名で、アメリカでも有数の観光地として知られている。
| 家庭で話される言語（フロリダ州） 2010 | 家庭で話される言語（フロリダ州） 2010 | 家庭で話される言語（フロリダ州） 2010 | 家庭で話される言語（フロリダ州） 2010 | 家庭で話される言語（フロリダ州） 2010 |
| ------------------------------------- | ------------------------------------- | ------------------------------------- | ------------------------------------- | ------------------------------------- |
|                                       |                                       |                                       |                                       |                                       |
| 英語                                  | 英語                                  |                                       | 73.36%                                | 73.36%                                |
| スペイン語                            | スペイン語                            |                                       | 19.54%                                | 19.54%                                |
| フランス語                            | フランス語                            |                                       | 2.44%                                 | 2.44%                                 |

| 人種構成（フロリダ州） 2010 | 人種構成（フロリダ州） 2010 | 人種構成（フロリダ州） 2010 | 人種構成（フロリダ州） 2010 | 人種構成（フロリダ州） 2010 |
| --------------------------- | --------------------------- | --------------------------- | --------------------------- | --------------------------- |
|                             |                             |                             |                             |                             |
| 白人                        | 白人                        |                             | 57.9%                       | 57.9%                       |
| ヒスパニック                | ヒスパニック                |                             | 22.5%                       | 22.5%                       |
| 黒人                        | 黒人                        |                             | 16.0%                       | 16.0%                       |
| アジア系                    | アジア系                    |                             | 2.4%                        | 2.4%                        |
| インディアン                | インディアン                |                             | 0.4%                        | 0.4%                        |
| 混血                        | 混血                        |                             | 2.5%                        | 2.5%                        |

## 地理

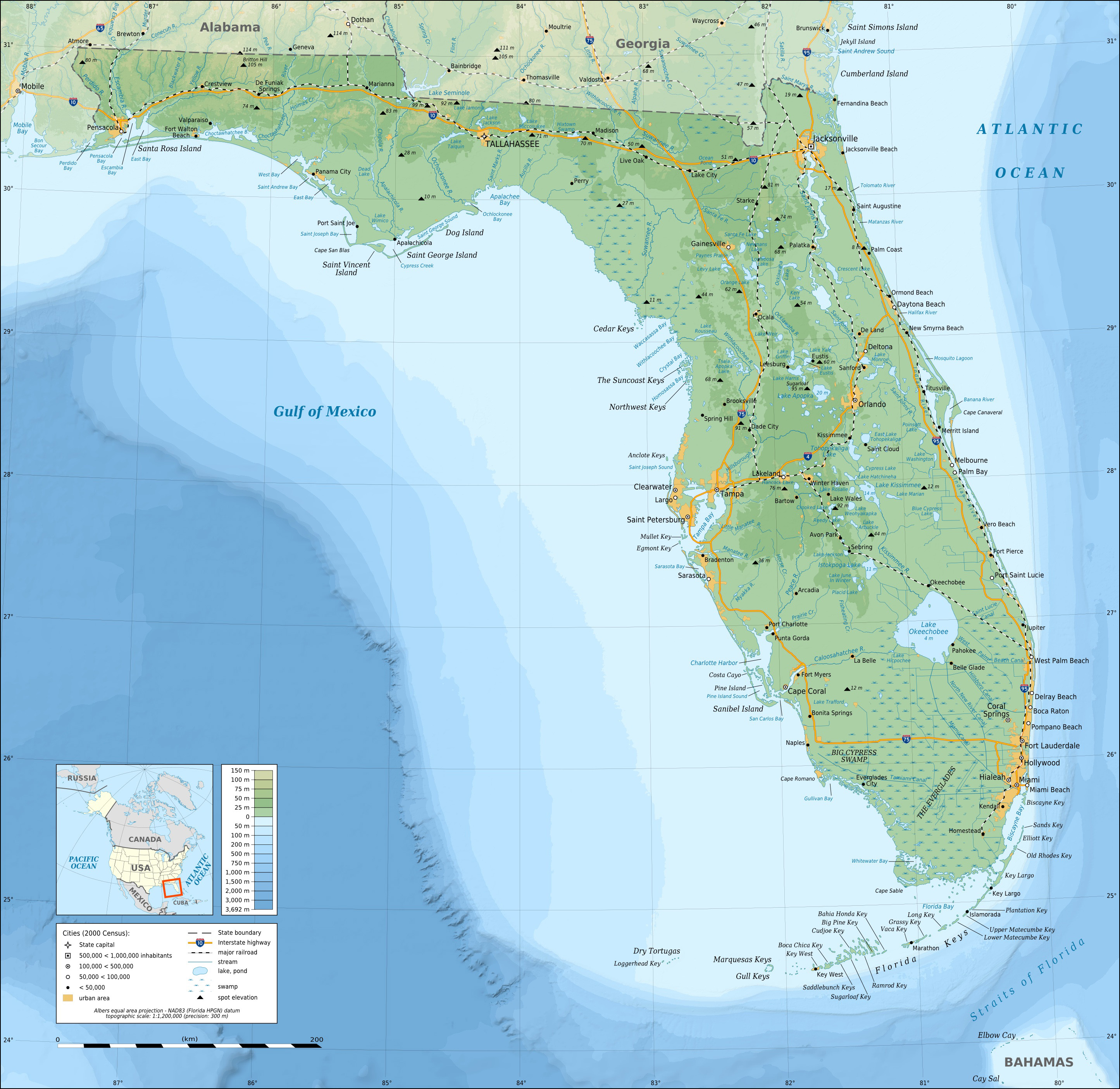
フロリダ州の地勢図

フロリダ州はメキシコ湾、大西洋、並びにフロリダ海峡に囲まれた大きな半島に位置し、バハマ国及びキューバ共和国などの西インド諸島の国々と海上の国境がある。メキシコ湾北岸に沿ってフロリダ・パンハンドルと呼ばれる地域が北西に延びており、半島部の時間帯は東部標準時にあるのに対し、このパンハンドル部は中部標準時に入っていて、2つの時間帯に跨っている。パンハンドル部の北はジョージア州、その西はアラバマ州と接している。
第二次世界大戦の時に、フロリダの長大な海岸線は視認しやすい標的になると考えられ、連邦政府は州の至る所に滑走路を建設した。今日でも州内で約400の空港が運営されている。全米薬物情報センターに拠れば、州内に131の公営空港と700以上の民間空港、滑走路、ヘリポートおよび水上機基地がある。フロリダ州はミシシッピ川より東では最大級の州であり、また水域面積においても全米でアラスカ州とミシガン州についで第3位である。

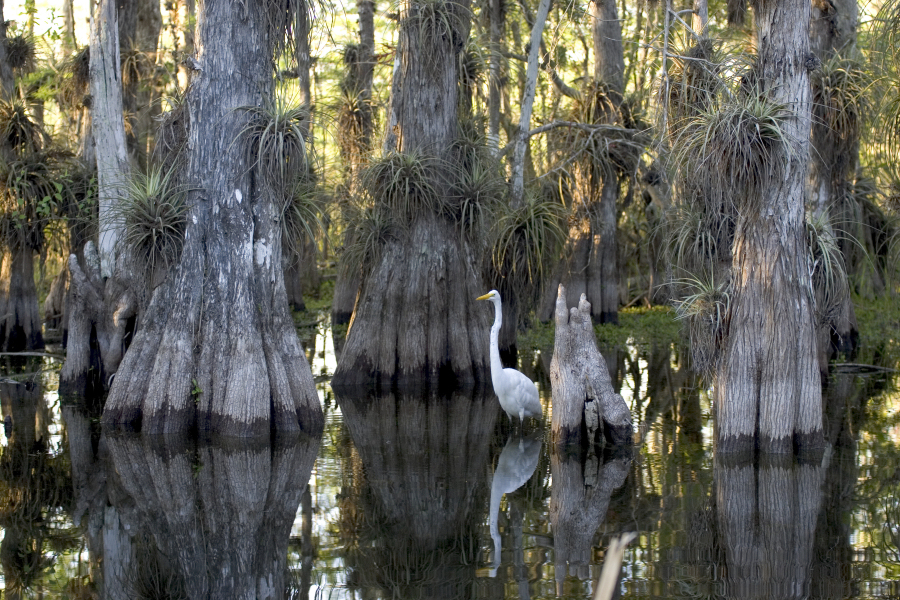
フロリダ州南部のエバーグレーズ国立公園

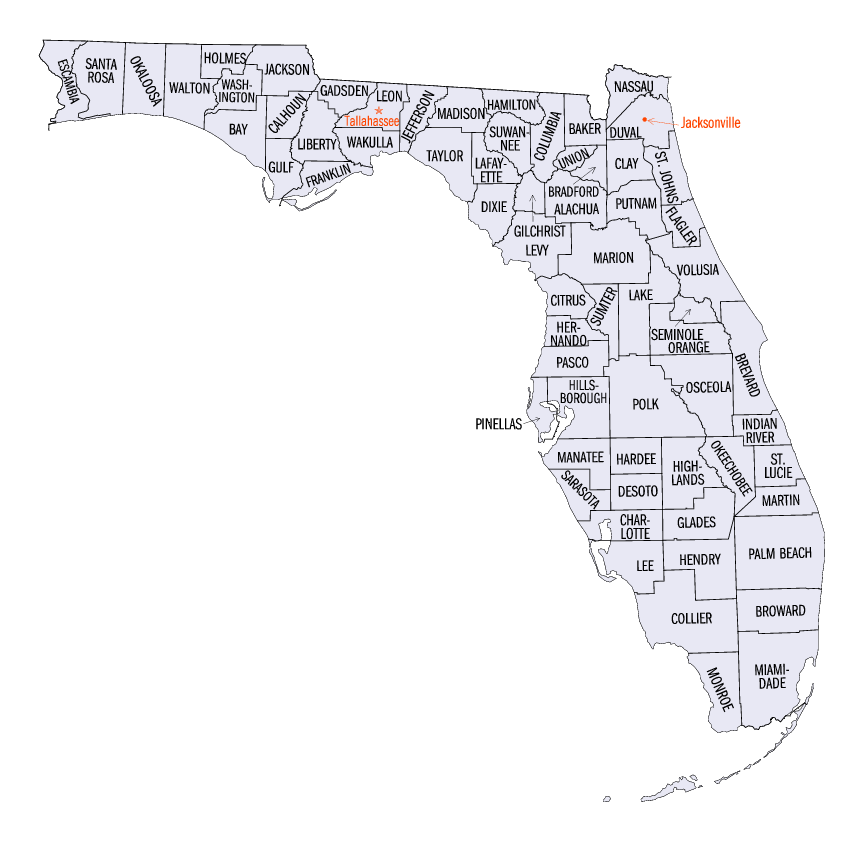
フロリダ州の郡

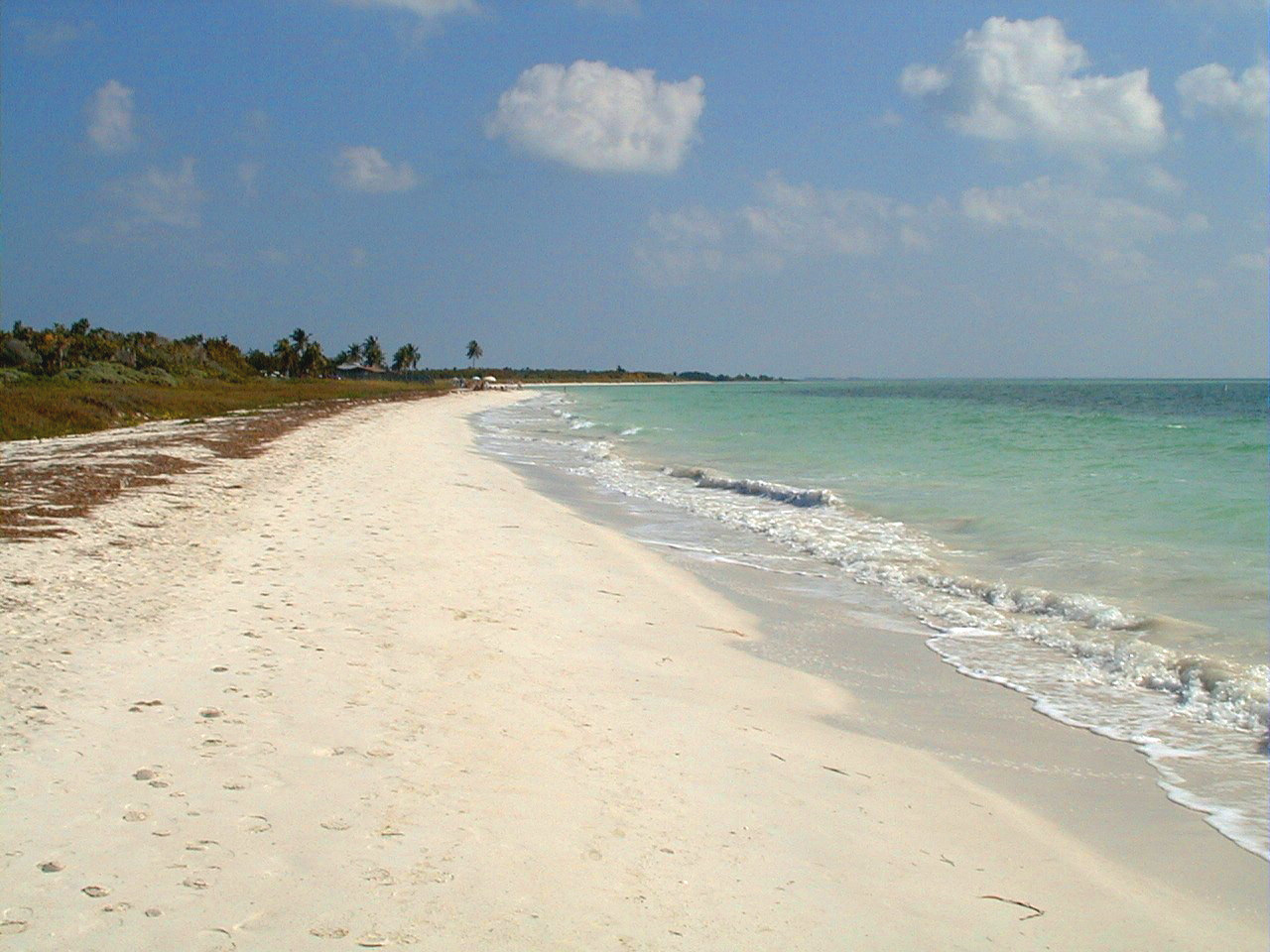
フロリダキーズにあるバヒア・ホンダの海浜

アラバマ州との州境に近い海抜105 mのブリトンヒル（Britton Hill）が、フロリダ州の最高地点であり、これはアメリカ合衆国50州の最高地点の中では最も低い。オーランドから南の地域は概して低く平坦である。ただしフロリダ州は意外に平坦ではなく、半島中部西海岸のクリアウォーターなどいくつかの場所では海抜15 mから30 mの起伏がある。また、概して海岸線から40 km 以上離れたフロリダ州の中部と北部内陸の大部分は、海抜30 mから76 mの起伏が続く丘陵地帯をなしている。レイク郡にある海抜95 mのシュガーローフ山（Sugarloaf Mountain）が、フロリダ半島での最高地点である。
国立公園局によって管理されている地域は以下の通りである。
- ビッグサイプレス国立自然保護地域（英語版）（オキーチョビー湖近郊）
- ビスケーン国立公園（Key Biscayne近郊）
- カナベラル国立海岸（英語版）（ニュースムーナ海浜とタイタスビルの間）
- サンマルコス砦（セントオーガスティン、ナショナル・モニュメントと国家歴史登録財に指定されている）
- デ・ソト国立記念碑（英語版）（ブレイデントン））
- ドライ・トートゥガス国立公園（キーウエスト）
- エバーグレーズ国立公園（フロリダ州南部）
- カロリーヌ砦国立記念碑（英語版）（ジャクソンビル）
- マタンザス砦国立史跡（英語版）（セントオーガスティン）
- ガルフアイランド国立海岸（英語版）（ガルフブリーズ近く）
- ティムクアン生態および歴史保護地域（英語版）（ジャクソンビル）

アメリカ合衆国農務省森林サービスの管轄下にある地域は以下の通りである。
- アパラチコラ国立の森（アパラチコラ川東岸）
- チョクトーハッチー国立の森（ナイスビル近く）
- オカラ国立の森（フロリダ州中部）
- オセオラ国立の森（フロリダ州北東部）

### 州境
フロリダ州の州境は大西洋に始まり、セントメアリーズ川に沿って西、南、さらに北に蛇行する。セントメアリーズ川の水源からはほぼ真西、やや北向きに直線が引かれ、ジョージア州からのフリント川とアラバマ州／ジョージア州州境をなすチャタフーチー川の合流点に至る（ウッドラフ・ダムができてからはこの地点はセミノール湖の底になっている）。ジョージア州との州境はそこからチャタフーチー川に沿って北に上がり、北緯31度線でアラバマ州との西に向かう州境になり、ペルディド川に至ってこの川を南に下り、ペルディド湾からメキシコ湾に至る。

### 気候

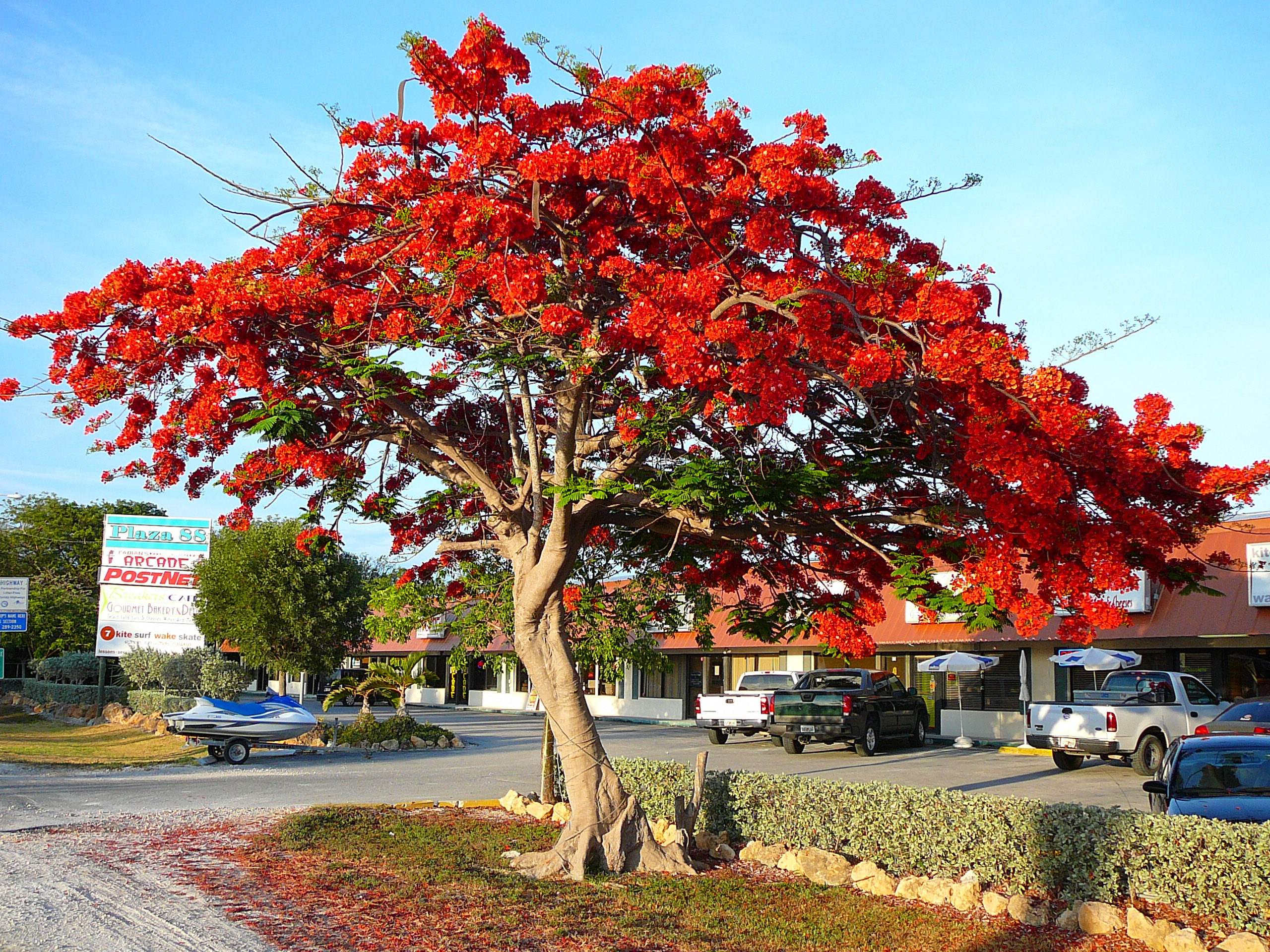
フロリダキーズで満開のホウオウボクの木、フロリダ州南部が熱帯にあることを示すもの。

フロリダ州の気候は州内のどの部分も大洋から遠く離れてはいないという事実で幾らか和らげられるものである。オキーチョビー湖から北では温暖湿潤気候であり、湖から南の海岸ではフロリダキーズを含み、まさに熱帯気候である。州内で最高気温が 100°F(38℃) を超えるのは希だが、夏季は 90°F(32℃) 台となるのが普通である。
晩秋から冬にかけてのフロリダ州は時として寒くなり、強風が吹き、全州に渡って比較的低温になる。州北部や中部での最高気温は 40°F台 - 50°F台 (4℃ - 15℃)、最低気温は 20°F台 - 30°F台 (−7℃ - 4℃) になることがあるが、南部では氷点下になることが希である。

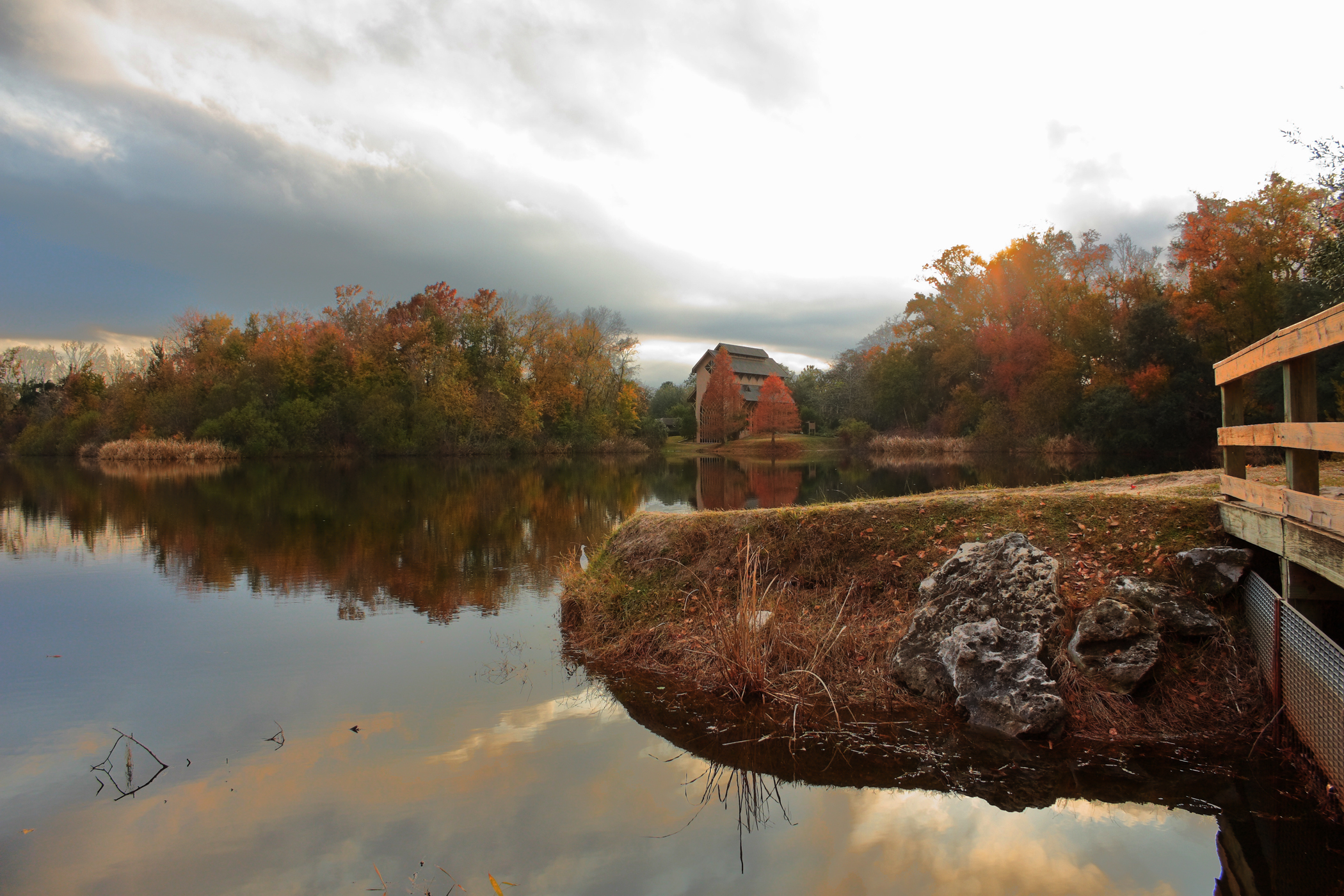
フロリダ州中部や北部では11月末から冬に掛けて紅葉が普通に見られる。

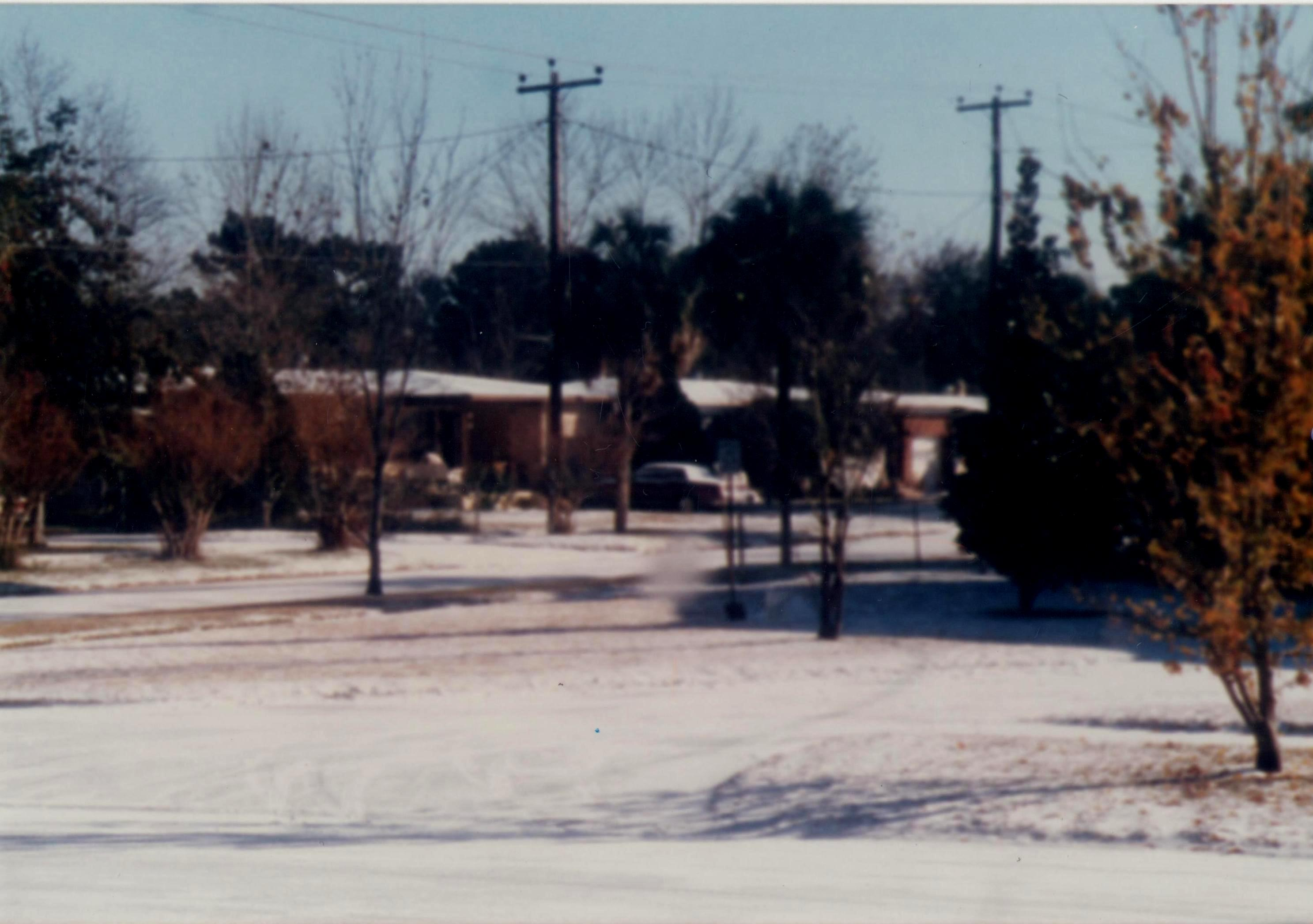
フロリダ州では降雪はほとんど見られないが、主要都市では少なくとも年1回程度の降雪がある。北部では少し頻度が高い。

フロリダ州における過去最高気温は1931年6月29日、モンティチェロでの 109°F(43℃) である。過去最低気温は1899年2月13日、タラハシーから40 kmの所で記録した −2°F(−19℃) である。7月下旬の平均最高気温は 90°F台(32℃ - 35℃) であり、1月下旬の平均最低気温は北部での 40°F台(4℃ - 7℃) から南部での 50°F台半ば(13℃) まである。
フロリダ州の四季は気温よりも降水量で決定されている。春から夏は暑く雨が多い。秋から冬は温暖のち冷涼で、比較的雨が少ない。フロリダ州中部や北部では11月末から冬にかけて紅葉が見られる。
フロリダキーズは完全に海に取り囲まれているので、温度の変化が少ない。キーウェストでは夏でも 90°F(32℃) を超えることは希であり、冬は 60°F(16℃) を下回ることも希である。霜が降りたという記録も無い。
フロリダ州の渾名は「サンシャインステート（日光の州）」だが、悪天候が起こることも多い。中部はアメリカの雷首都とも呼ばれ、国内のどこよりも雷発生回数が多い。晩春から早秋の午後には州内のほとんどの地域で雷雨が頻繁に起こるために、全米のどの州よりも年間降水量が多い。この雷雨は正午過ぎの暖められた時間帯にメキシコ湾と大西洋からの気流が陸上で衝突して起こると考えられており、驟雨、強風をもたらし、時には竜巻を伴う。水上で起こる竜巻を含め単位面積当たりの竜巻発生回数ではフロリダ州が全米でトップであるが、中西部やグレートプレーンズで起こる竜巻に比べるとそれほどの強さはないのが普通である。激しい雷雨のときには雹が降ることも多い。

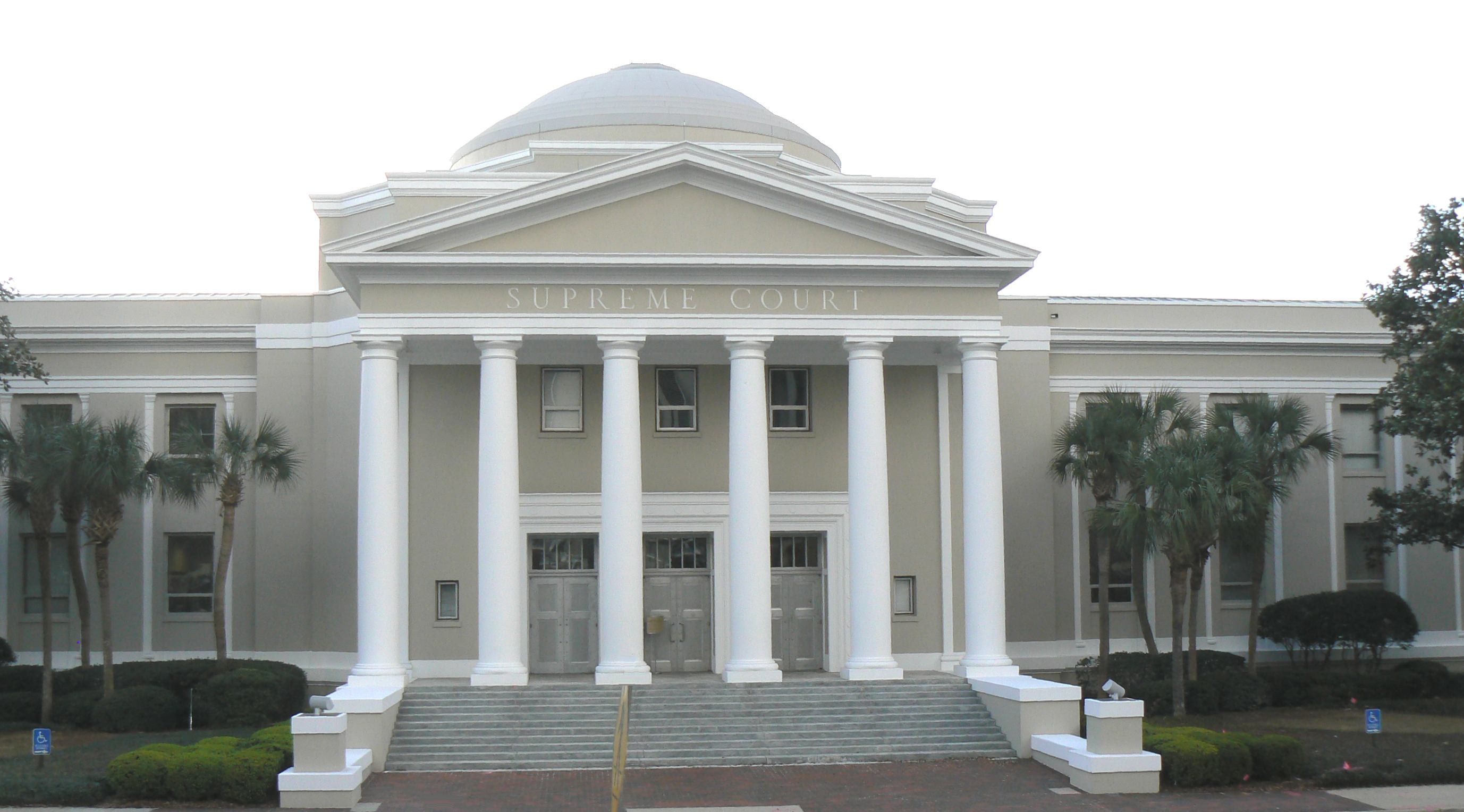
フロリダ最高裁判所

フロリダ州の特に半島部では、降雪は希である。1899年にフロリダ州でも吹雪が吹いたことがあった。タンパベイ地域では、五大湖地方の湖水効果による雪(lake-effect snow)に似た「bay-effect snow（湾の効果による雪）」があった。この1889年の時は、フロリダ州で唯一 0°F(−18℃) を下回った時である。1977年1月19日にはフロリダ州の最も広範な範囲での降雪があり、半島南端のホームステッドでも降雪があった。マイアミビーチでも歴史上記録に残るただ1回の降雪があった。2003年の「大洋効果雪」では大西洋岸ににわか雪が降り、遙か南のケープ・カナベラルでも降雪が観測された。1993年の大暴風の時は、パンハンドル部で吹雪となり、半島部は豪雨と竜巻に襲われた。この嵐はハリケーンと同じような成因によるものと考えられ、メキシコ湾岸では6フィート (1.8 m) 以上の高潮が起きた。極最近の事例では、2010年1月の凍結時に州中部と南部に雪と霙が降った。州間高速道路4号線の北では幾らかの積雪も見られたが、大半は霙だった。

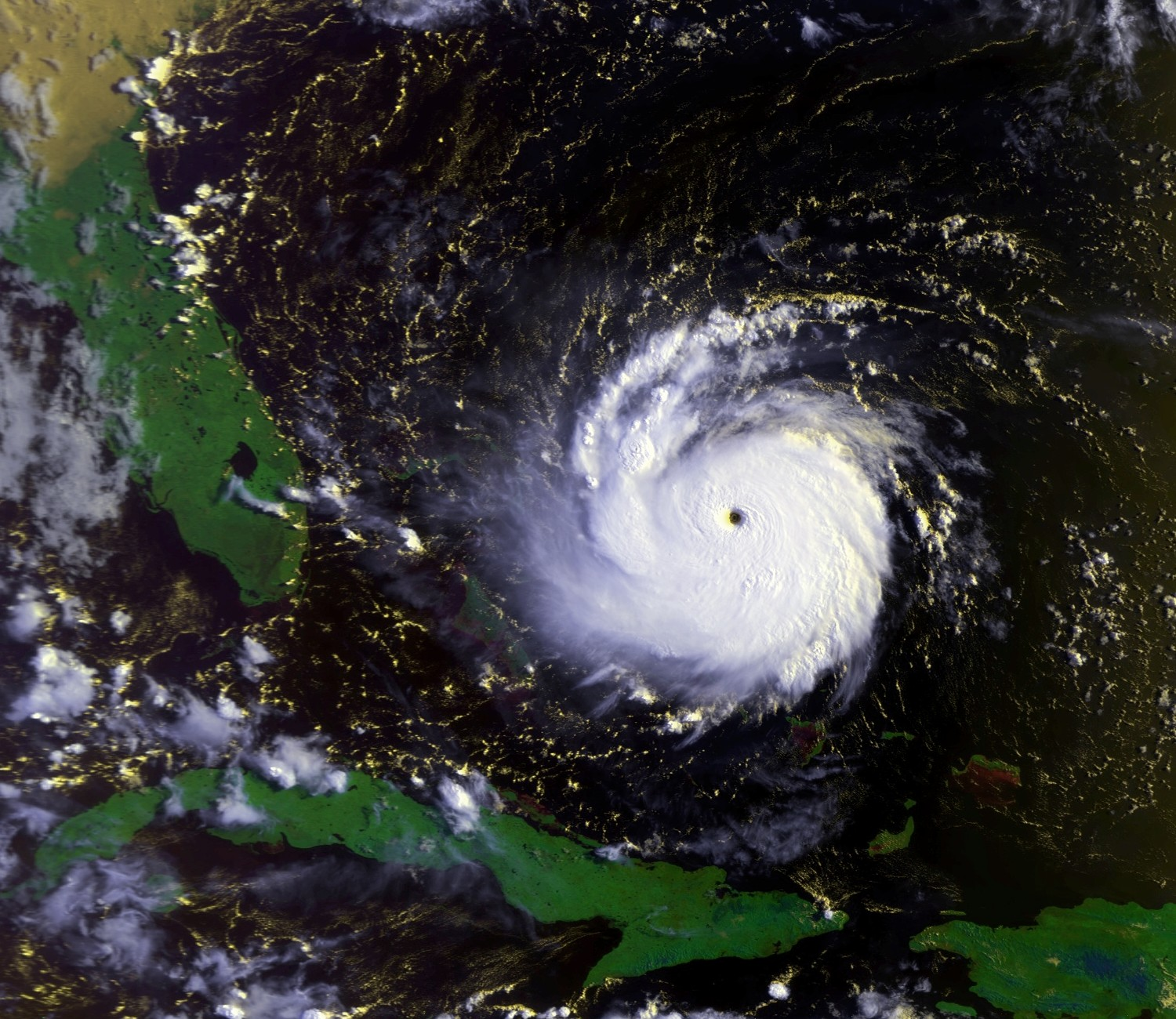
ハリケーン・アンドリュー、1992年8月23日にフロリダ州に上陸した。

ハリケーンシーズンは6月1日から11月30日までとされているが、このシーズン外に発生するハリケーンもある。ハリケーンはフロリダ州にとって大きな脅威である。フロリダ州は亜熱帯から熱帯に長い海岸線を持っているために、全米でも最もハリケーンの影響を受けやすい州となっている。1851年から2006年まで、フロリダを襲ったハリケーンは114個あり、そのうち37個はカテゴリー3以上の大型だった。ハリケーンシーズンでフロリダ州に被害を与えずに通り過ぎるハリケーンは希である。カテゴリー4以上のハリケーンの場合、その83%はフロリダ州かテキサス州を襲っている。8月から10月が最も危険性の高い時期である。
2004年にフロリダ州は4つの記録的なハリケーンに襲われた。8月13日のハリケーン・チャーリー、9月4日から5日のハリケーン・フランシス、9月16日のハリケーン・アイバンおよび9月25日から26日のハリケーン・ジャンヌであり、州経済の累積損失額は420億ドルに上った。さらに4つのハリケーンによる被災額は450億ドルだった。2005年7月10日のハリケーン・デニスは11か月の間で5番目のものとなり、8月25日のハリケーン・カトリーナはフロリダ州南部を通過し、9月20日のハリケーン・リタはフロリダキーズを襲った。10月24日のハリケーン・ウィルマはマルコアイランド直ぐ南、ケープロマノ近くで地滑りを起こした。ハリケーン・ウィルマは被害届出窓口を5年間設けたこともあって、フロリダ州の歴史でも2番目に損害額の大きなハリケーンになった。
1992年8月24日にフロリダ州を襲ったハリケーン・アンドリューは250億ドル以上の損害額を出し、アメリカ史の中でも2番目に損害額が大きなものとなった。その他過去の大きなハリケーンとしては、1926年マイアミ・ハリケーン、1928年オキーチョビー・ハリケーン、1935年レーバーデイ・ハリケーン、1960年ハリケーン・ドンナおよび1995年のハリケーン・オパールが挙げられる。最近の研究ではこれらハリケーンが自然循環の一部であり、地球温暖化の結果ではないということである。
| フロリダ州の主要都市の平均最高・最低気温(°F) |       |       |       |       |       |       |       |       |       |       |       |       |
| 都市                                         | 1月   | 2月   | 3月   | 4月   | 5月   | 6月   | 7月   | 8月   | 9月   | 10月  | 11月  | 12月  |
| ジャクソンビル                               | 65/43 | 68/45 | 74/50 | 80/56 | 86/64 | 90/70 | 92/73 | 91/73 | 87/70 | 80/61 | 73/51 | 66/44 |
| キーウェスト                                 | 75/65 | 76/66 | 79/69 | 82/72 | 85/76 | 88/78 | 89/80 | 90/80 | 88/78 | 85/76 | 80/71 | 76/67 |
| メルボルン                                   | 72/51 | 73/53 | 77/57 | 81/61 | 85/67 | 88/71 | 90/73 | 90/73 | 88/72 | 83/67 | 78/60 | 73/53 |
| マイアミ                                     | 76/60 | 77/61 | 80/64 | 83/68 | 86/72 | 88/75 | 90/77 | 90/77 | 88/76 | 85/72 | 81/67 | 77/62 |
| ペンサコーラ                                 | 61/43 | 64/46 | 70/51 | 76/58 | 84/66 | 89/72 | 90/74 | 90/74 | 87/70 | 80/60 | 70/50 | 63/45 |
| タラハシー                                   | 64/40 | 67/42 | 73/48 | 80/53 | 87/62 | 91/69 | 91/72 | 91/72 | 88/68 | 81/57 | 72/47 | 66/41 |
| タンパ                                       | 71/51 | 72/52 | 77/57 | 82/62 | 88/68 | 90/73 | 90/75 | 90/75 | 89/73 | 84/66 | 77/58 | 72/52 |

### 動物相

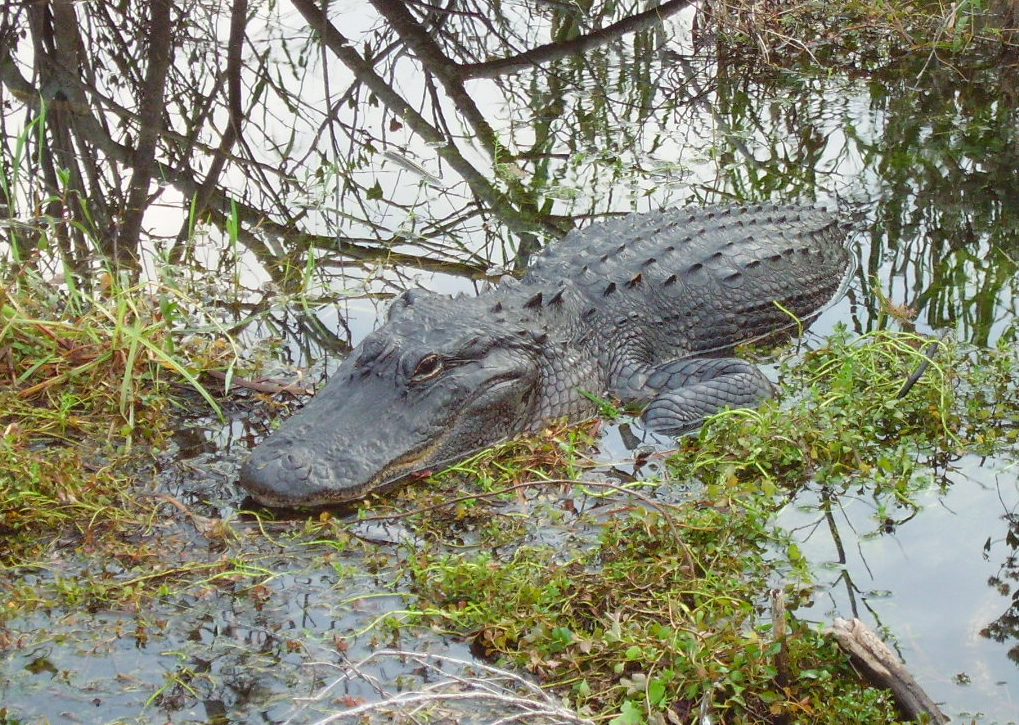
フロリダ・エバーグレーズのアリゲーター

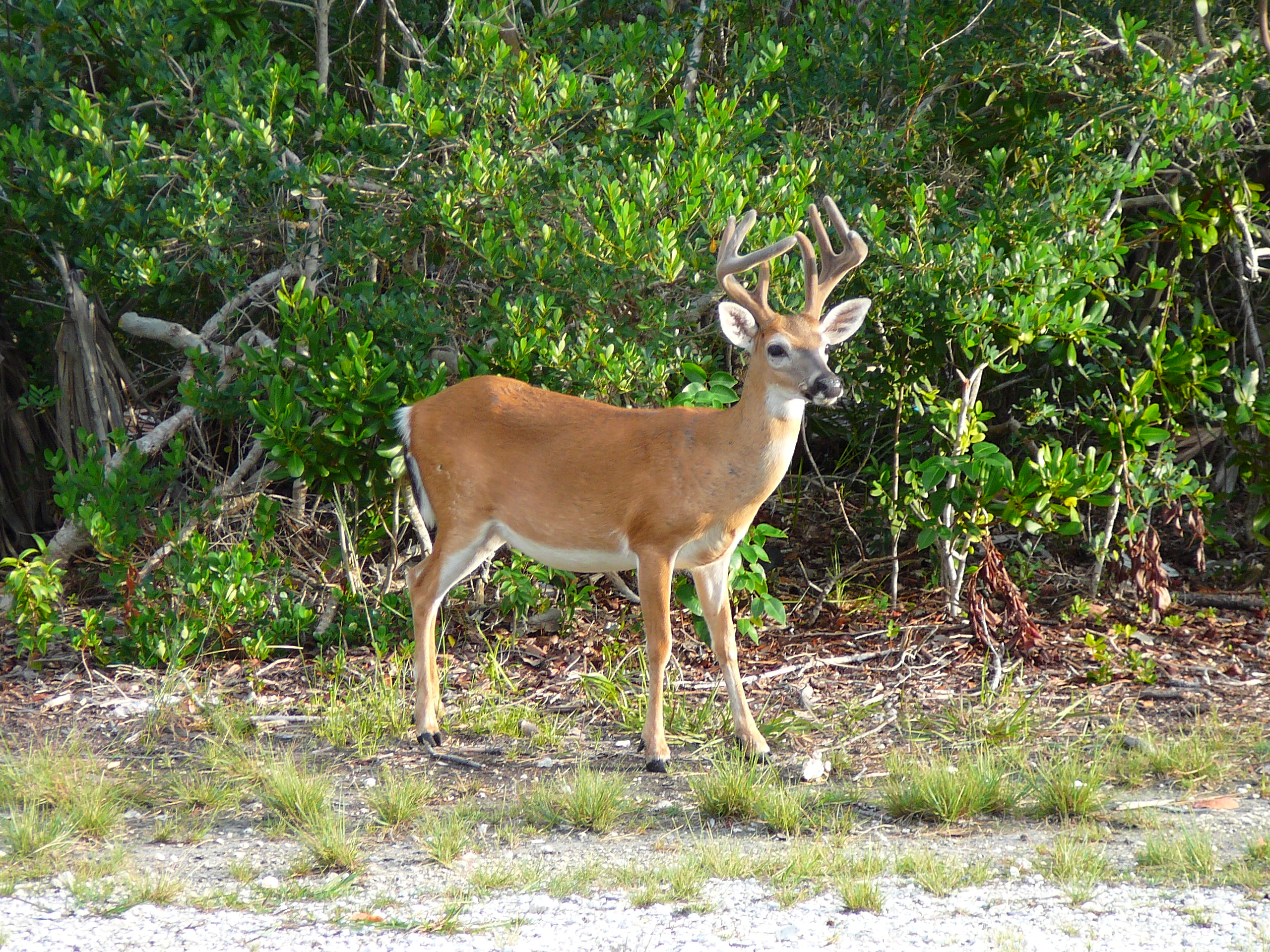
フロリダキーズのキー・シカ

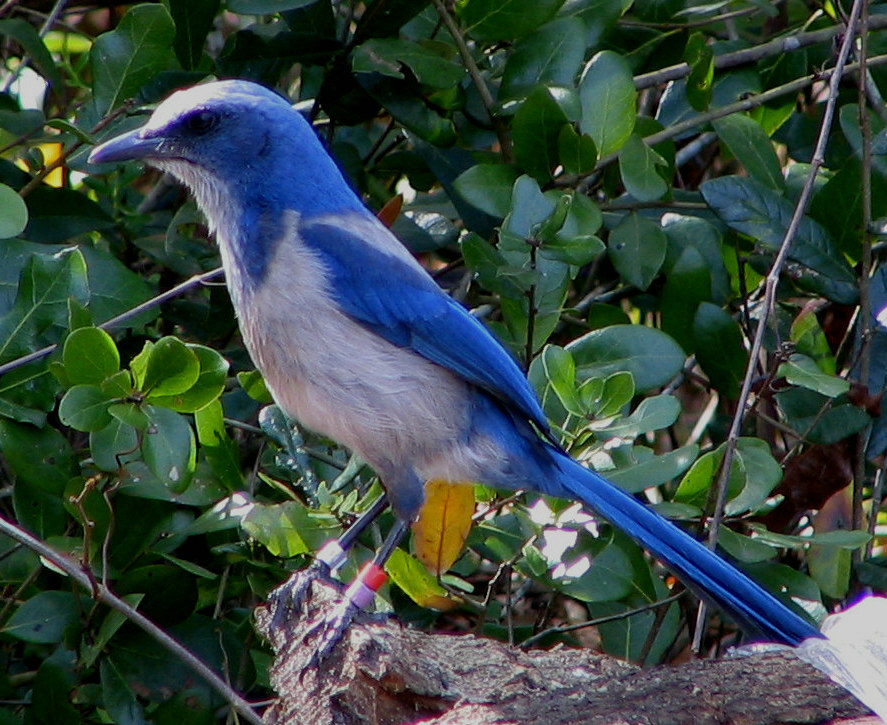
フロリダでしか見られないフロリダカケス

フロリダ州には多くの種類の野生動物が生息している。
海洋哺乳類バンドウイルカ、コビレゴンドウ、タイセイヨウセミクジラ、アメリカマナティー
は虫類アメリカアリゲーター、アメリカクロコダイル、ヒガシダイヤガラガラヘビ、ピグミーガラガラヘビ、アナホリゴファーガメ、アオウミガメ、オサガメ、イースタンインディゴヘビ
哺乳類フロリダパンサー、オジロシカ、キー・シカ、ボブキャット、フロリダクロクマ、ココノオビアルマジロ
鳥類ハクトウワシ、ノーザンカラカラ、スネールカイト、ミサゴ、アメリカシロペリカン、カッショクペリカン、カモメ、アメリカシロヅル、カナダヅル、ベニヘラサギ、フロリダカケス（フロリダ州の固有種）
ワイルド・ターキーの亜種シチメンチョウ、すなわちオセオラの亜種はフロリダ州でのみ見られるものである。北アメリカ大陸東部の多くの種類の渡り鳥はフロリダ州を越冬地にしている。
タイセイヨウセミクジラの唯一知られている分娩地域はフロリダ州とジョージア州海岸沖である。
ヒアリは1930年代に南アメリカから北アメリカに偶然輸入されて以来、個体数が増加してフロリダ州を含む南部の大半に拡がった。このアリは既存種よりも攻撃的であり、強いハリを持っている。
多くの外来種蛇が自然に放たれてきた。2010年、フロリダ州はビルマニシキヘビ、インドニシキヘビ、アフリカニシキヘビ、オオアナコンダおよびナイルオオトカゲの狩猟時期を設けた。

### 環境問題
フロリダ州は空調やプールのポンプに大きく依存しているにも拘わらず、1人あたりエネルギー消費量では全米50州のうち45位である。フロリダ州のエネルギーは石炭、天然ガス、石油および電力に頼っている。エネルギー消費量の約4%が再資源化可能資源によって発生されていると推計されている。エネルギー生産量は全米の6%に相当しているが、窒素酸化物は5.6%、炭酸ガスは5.1%および硫黄酸化物は3.5%と大気汚染物資の発生量は比較的低い。
メキシコ湾岸のフロリダ半島西海岸沖にかなりの量のエネルギー資源が眠っていると考えられているが、1981年以降は開発が止められている。州知事のチャーリー・クリストとフロリダ州選出アメリカ合衆国上院議員ビル・ネルソンおよびメル・マルティネスは全て、海洋の掘削と開発に反対している。前知事のジェブ・ブッシュはあらゆる掘削に当初は反対したが、2005年にアメリカ合衆国下院で海岸から200 km以上離れた場所での掘削を無制限に認める法案が提出された時に、これを支持することで立場を変えた。クリスト、ネルソンおよびマルティネスの3人はこの法案に反対したが、ネルソンとマルティネスは上院で、パンハンドル部海岸から125マイル以内と半島部海岸から235マイル (376 km) 以内での掘削を禁じる代案は支持した。
2007年7月、クリスト知事は2050年までに1990年レベルの温室効果ガス排出量の80%を削減することを目指し、州内で新たに厳格な大気汚染防止標準を課する執行命令に署名する考えであることを明らかにした。クリストの命令は電力会社、自動車とトラックに新しい排出目標を設定させ、州の機関に厳しい環境保存目標を課し、州が所有する車両には代替燃料を使用させることを求めるものだった。
フロリダ州の南西部海岸やその他の地域では赤潮が問題になってきた。有害な藻類が開花したという推測がかなり強いが、それが汚染によって生じたという証拠は無く、赤潮の発生期間や頻度が増加したという証拠もない。
動物ではフロリダパンサーが絶滅の危機にある。2009年では狩猟者と自動車事故によって23頭が殺されたことが記録されており、自然の中にある個体数はおよそ100頭を残すだけになっている。このために生物種多様性センターなどの機関がパンサーのための特別保護地域の設定を求めている。マナティーの場合も出生率よりも死亡率が高いと言われている。

### 地質
フロリダ半島はフロリダ・プラットフォームと呼ばれる基盤岩の上に石灰岩が乗った地層の構造をしており、カルスト地形が見られる。プラットフォームの露出部は、ガルフ・トラフが沈泥、粘土および砂で埋められた始新世から漸新世に掛けて造られた。植物相や動物相は中新世に現れ始めた。中新世以前には陸上の動物はいなかった。
フロリダでは国内最大の炭酸カリウム埋蔵量が確認されている。
水面下の洞穴、陥没穴および泉が州内全体で見つかっており、州民が使う上水の大半をこれらから得ている。地球の海面が上昇と沈降を繰り返した数百万年の間に古代海浜に堆積した砂質土壌が石灰岩層の上にある。最終氷期に海面が低く乾燥した気候のために、大半がサバンナになっている半島部は今よりも広かった。広大で緩りと川が流れるエバーグレーズが半島の南端部に拡がっている。
フロリダ州はアメリカ合衆国の州の中でノースダコタ州と並び、最も地震の少ない州である。フロリダ州は構造プレートの境界近くには位置しないので、地震は希である。1879年1月にセントオーガスティン近くで地震動があった。壁の漆喰を落とし、棚の物品を落としたという報告があった。50マイル (80 km) 南のデイトナビーチでも同じような報告があった。このときの震動は南のタンパや北のジョージア州サバンナでも感じられた。1880年1月、キューバで激しい地震が2度起こり、キーウェストでも激しく揺れた。フロリダ州以外での大きな地震は1886年チャールストン地震だった。震動はフロリダ州南部でも感じられ、セントオーガスティンの教会の鐘を鳴らし、フロリダ州東海岸の町でも激しく揺れた。ジャクソンビルの住人はこの年の9月、10月、11月になっても強い余震を感じた。2006年、メキシコ湾のタンパの南西260マイル (416 km) を震源とするマグニチュード6.0の地震が起こり、フロリダ州南西部と中部で震動を感じた。この地震は津波を起こすほどのものではなく、被害は報じられていない。

## 人口動態

### 人口
フロリダ州はアメリカ合衆国50州の中で3番目に人口の多い州である。その人口重心はポーク郡のレイクウェールズである。2020年時点の人口は21,538,187人である。最新の人口推計に拠れば、全米で30番目に成長速度の高い州となっている。その成長率がピークにあった2005年では、年間成長率で2.2%、全米で5位だった。
国勢調査局が発表した2014年の人口統計によると、フロリダ州の人口がニューヨーク州を抜き、3番目となった。
人口の約3分の2は別の州で生まれており、この率は全米で2番目に高い。2009年時点で州内にいる不法移民の数は全米で3番目に多い。2010年時点での不法移民の数は全人口の5.7%と推計されており、この時点では全米で第6位とされている。2008年時点で州内には186,102人の退役兵が住んでいる。
人口の10人に1人、約140万人が元受刑者である。

### 人種及び祖先
|  | 白人                               | 65.4% |
|  | ヒスパニック（白人及び黒人を含む） | 16.8% |
|  | 黒人                               | 14.6% |
|  | アジア                             | 1.7%  |
|  | インディアン                       | 0.3%  |
|  | 混血                               | 2.4%  |

フロリダ州の人口の16%以上は2000年国勢調査でヒスパニックだった。2000年国勢調査で祖先と報告されたグループはドイツ系 (11.8%)、アイルランド系 (10.3%)、イギリス系 (9.2%)、アメリカ人 (8%) 及びイタリア系 (6.3%) だった。

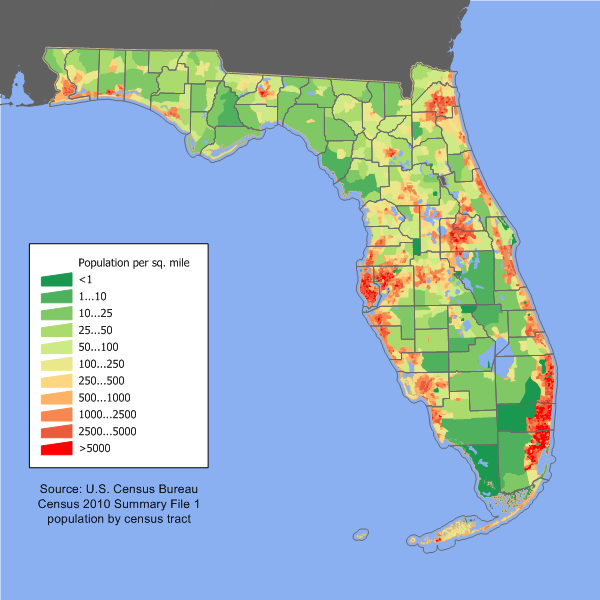
フロリダ州の人口密度図

南北戦争以前は奴隷制が合法であり、それに続くレコンストラクション時代は黒人が州人口の半分近くを占めていた。その後の1世紀で、黒人が大挙北部に移住し、一方北部の白人が大挙南部に移住した。近年、州内の黒人比率は再度増加傾向にある。今日黒人住人の比率が高い地域は州北部（特にジャクソンビル、ゲインズビル、タラハシーおよびペンサコーラ）、タンパベイ地域、オーランド地域のオーランドとサンフォードである。また州南部ではヒスパニック系の黒人が大きく増加してきた。これはキューバ、ハイチおよびジャマイカからの移民が増えたためである。
フロリダ州のヒスパニック系人口にはマイアミとタンパのキューバ系アメリカ人、オーランドとタンパのプエルトリコ系アメリカ人および州西部と中部の内陸部での中央アメリカ系移民が含まれている。ヒスパニック系の社会は成長を続けており、流動性も増している。2000年から2004年の間で、州南部の郊外地域であるリー郡では、全米の郡の中でも最も高いヒスパニック系人口成長率を示した。
ヨーロッパ諸国を出自とする白人アメリカ人は州内のあらゆる地域に住んでいる。イギリス人とアイルランド人の子孫は州内の都心部郊外部全てに多く住んでいる。ドイツ系住民は州南西部に多く、ギリシャ系住民はターポンスプリングス地域、イタリア系住民、スペイン系住民およびロシア系住民はマイアミに多い。多世代にわたる白人州民は州南部の内陸部と北部に多い。フロリダ州生まれの白人は特に長い間フロリダを故郷とする者の子孫であり、自分達を「フロリダ・クラッカー」と呼んでいる。他の南部州と同様に、主にスコットランド系アイルランド人やイギリス人開拓者からの子孫である。セントオーガスティン周辺では、1768年にイギリスのアンドリュー・ターンブル医師のニュー・スムーナ植民地からそこに逃げてきたメノルカ島住民の子孫もいる。

### 言語
2000年時点で5歳以上のフロリダ州民の76.91%は家庭内で第1言語として英語を話し、16.46%はスペイン語、1.38%はフランス系クレオール語（多いのはハイチ系クレオール語）を話している。フランス語を話すのは0.83%、ドイツ語0.59%、イタリア語0.44%となっている。またポルトガル語0.36%、タガログ語0.25%、アラビア語0.21%、ベトナム語0.20%と報告されている。5歳以上のフロリダ州民の23.80%は家庭内で英語以外の言語を話していることになる。
上記データを2005年時点に直すと、英語74.54%、スペイン語18.65%、フランス系クレオール語1.73%、フランス語0.63%、ドイツ語0.45%、ポルトガル語0.44%、イタリア語0.32%、タガログ語0.30%、ベトナム語0.25%、アラビア語0.23%となり、英語以外が25.45%と増加している。
フロリダ州はその気候故に移民の人気が高い。フロリダ州の公共教育は英語以外の200以上の言語を第1言語として話す生徒を受け容れている。ラテンアメリカ系市民連合はフロリダ州教育部に対して複雑訴訟形態に勝訴し、教育者は英語以外の話者に英語を教える訓練を受けることが要求されるようになった。
フロリダ州憲法第2条第9章では「英語がフロリダ州の公用語である」と規定している。この条項は州民の直接請求権による住民投票により1988年に採択された。

### 宗教
フロリダ州の住民は多くがプロテスタントであった。しかし、移民が増えるに従ってローマ・カトリック・コミュニティが増加してきている。
- キリスト教 – 82%
  - プロテスタント – 54%
    - バプテスト – 19%
    - メソジスト – 6%
    - 長老派教会 – 4%
    - 米国聖公会 – 3%
    - ルーテル教会 – 3%
    - ペンテコステ運動 – 3%
    - 他のプロテスタント – 16%

  - ローマ・カトリック – 26%
  - 他のキリスト教 – 2%
- ユダヤ教 – 4%
- 他の宗教 – 1%
- 無宗教 – 13%

フロリダ州は、アメリカ合衆国東南部の州である。メキシコ湾と大西洋に挟まれるフロリダ半島の全域を占め、北はジョージア州とアラバマ州に接しており、サンベルトと呼ばれる比較的気候が温暖な州の1つである。
フロリダ州の面積は170,306 km2 で、50州の中で22位であるが、海岸線の長さは約1900 kmあり、大陸48州の中では最長である。
フロリダ州は北部と中部が亜熱帯、南部は熱帯に属して概して暖かい。「サンシャインステート（日光の州）」という渾名があり、ネイティブ・アメリカン達が「チッキー」と呼ばれる茅葺小屋を伝統住居としていた。伝統儀式を行う際には必ず「ヤウポン」という木の実を煎じた黒い飲料を飲んでいた。19世紀に起きたセミノール戦争を率いたオセオーラの名は、この「黒い飲料を飲む儀式の音頭を取るもの」という意味である。19世紀にオクラホマへ強制移住させられた部族は、木の実の株を移植したり、代替物を使うなどしていて、現在でもこの「黒い飲料」は彼らの儀式に欠かせないものである。温暖な気候と豊富な漁猟資源に支えられ、沿岸部ではカルーサ族など漁猟民が多数の集落を形成した。彼らは白人に滅ぼされ、現在は特産のカキの巨大な貝塚が多数、島となって沿岸に残ってその面影を伝えている。南部のほとんどの部族は白人との戦争で根絶やしにされ、生残者達は中米へ逃げた。後にエバーグレーズ国立公園などが整備された。
強硬な人種差別隔離論者であるアンドリュー・ジャクソン大統領が、民族浄化を目的に「インディアン移住法」を制定し、同州の部族に「移住するか、絶滅するか」の二者択一を迫った。
1832年から1833年にかけてのセミノール族のオクラホマへの強制移住…「涙の道」では部族の大半と、連合諸部族が陸軍によって船による海路と徒歩による陸路での大陸横断を強制され（緑色の破線）、数千人が死んだ。

### インディアン・カジノ
フロリダ州は、全米で初めてインディアン部族による高額賭率の「インディアン・カジノ」が発祥した、記念すべき州である。貧困にあえぐセミノール族は、1979年に連邦政府との条約事項を基に、起死回生をかけて彼らの保留地（Reservation）でビンゴ場を開設。州政府との裁判（セミノール族対フロリダ州法廷戦）の末、この営業権を勝ち取り、大成功を収めている。
現在、全米のインディアン部族がセミノール族の成功を見て、彼らの保留地にカジノを続々と開設、産業を持てないインディアン部族にとって、「現代のバッファロー」と呼ばれる一大観光産業となるビジネスモデルとなった。

## 主要都市及び町

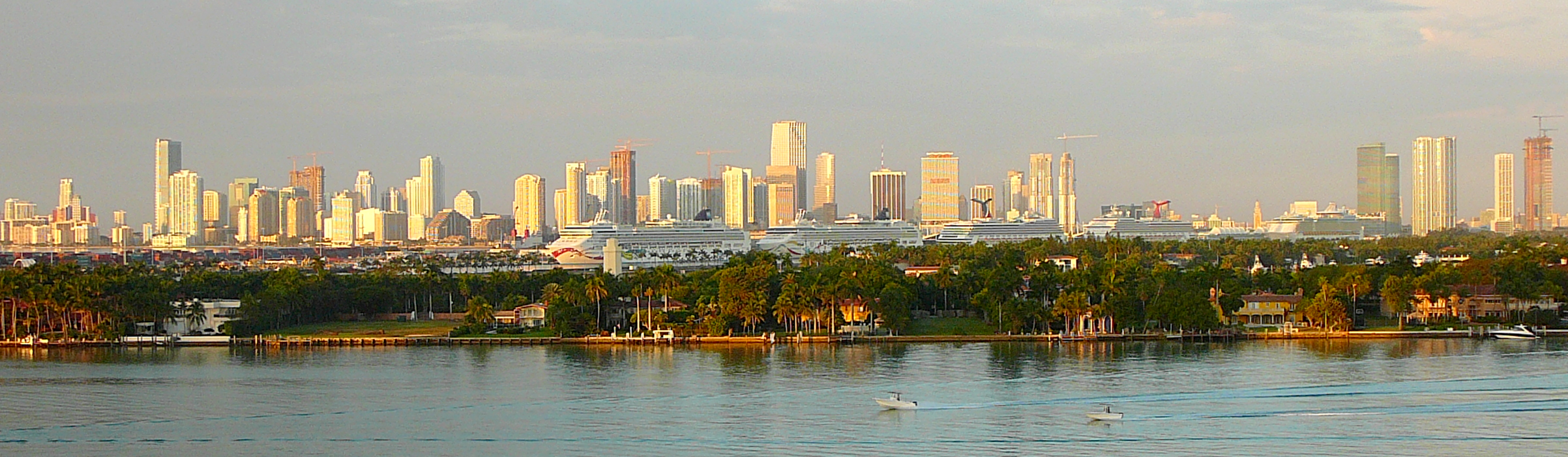
マイアミ

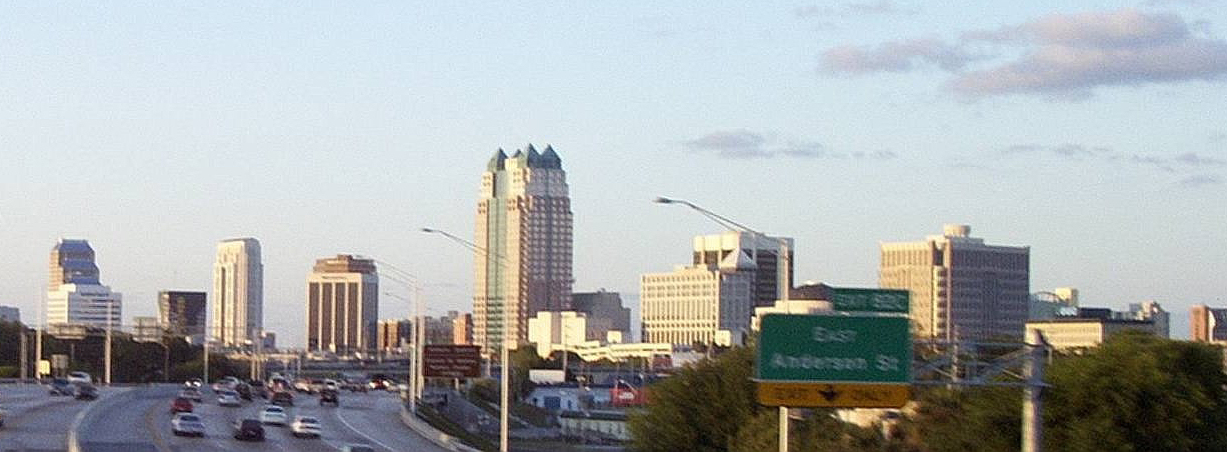
オーランド

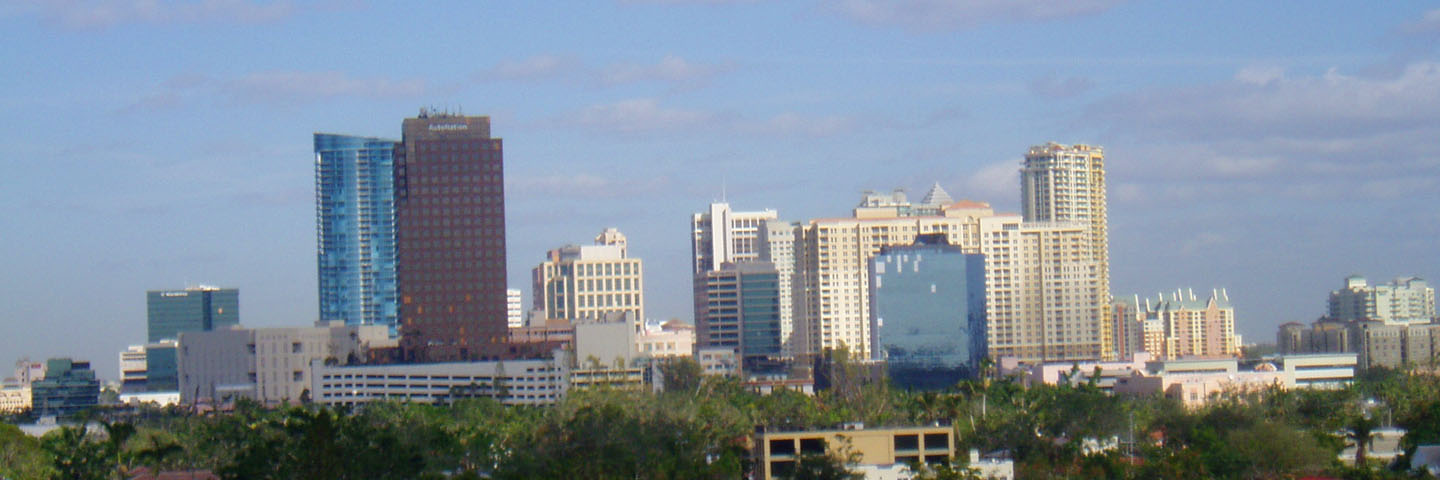
フォートローダーデール

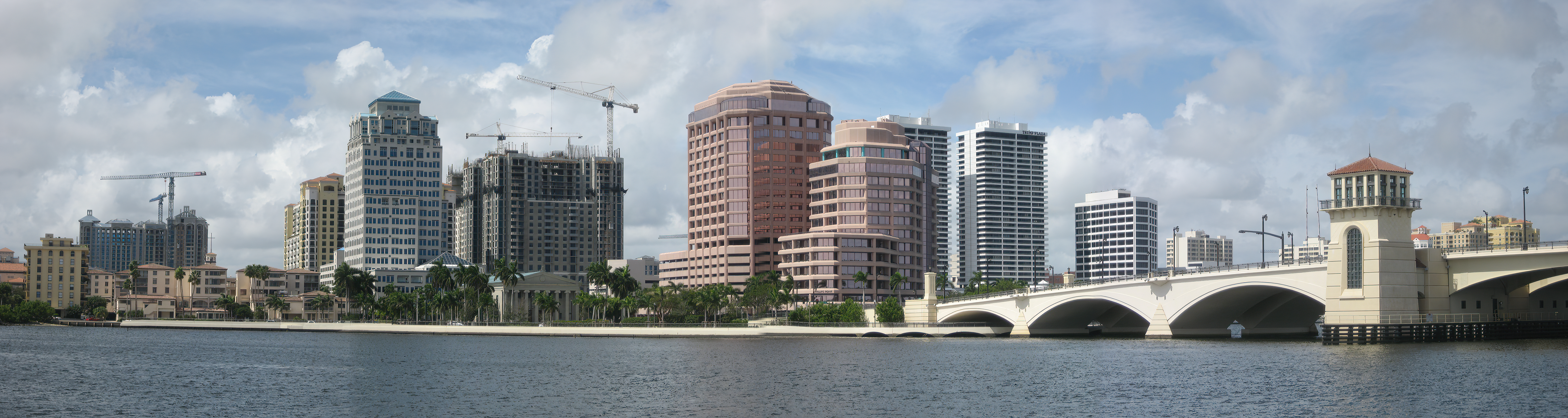
ウェストパームビーチ

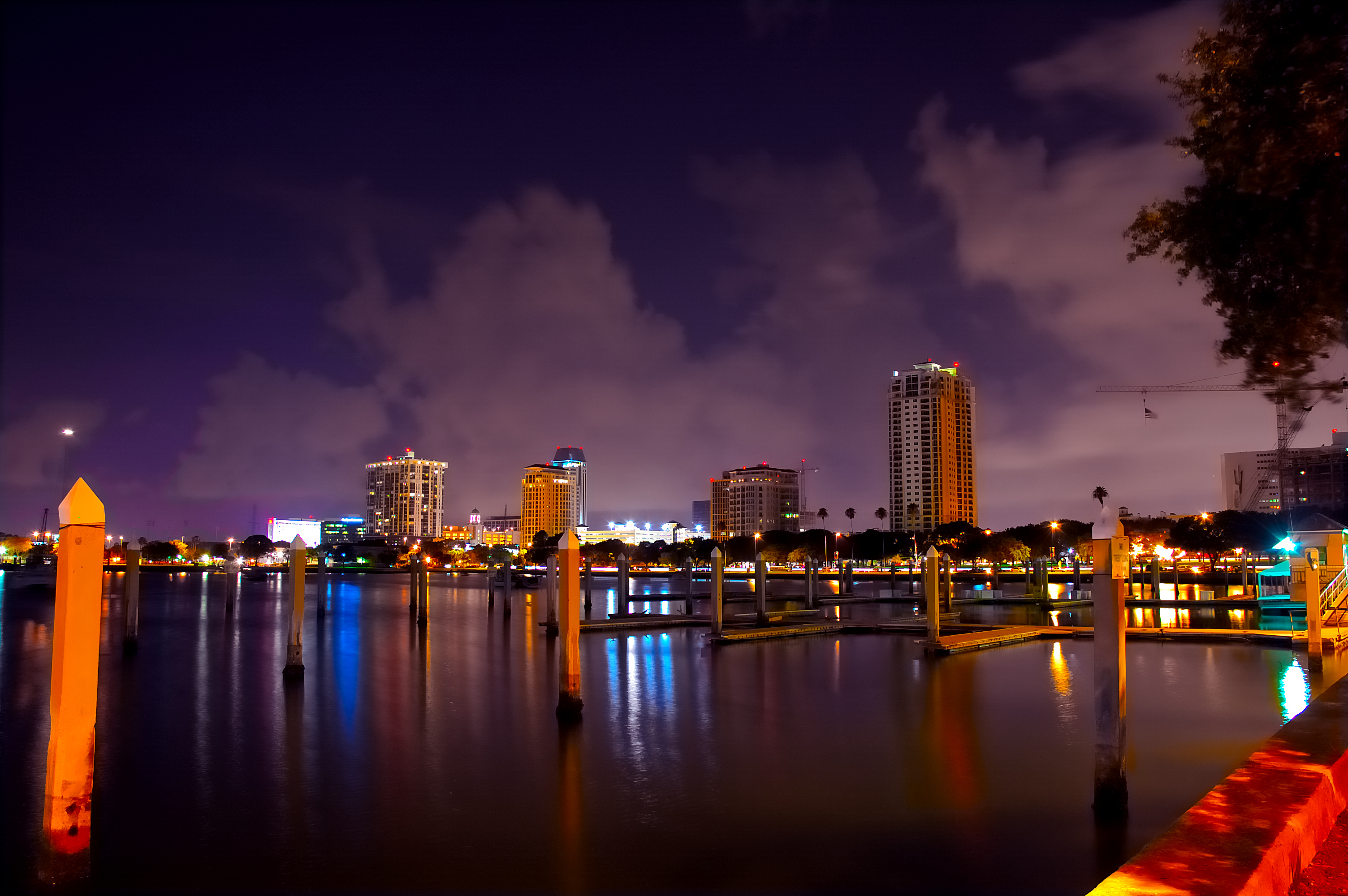
セントピーターズバーグ

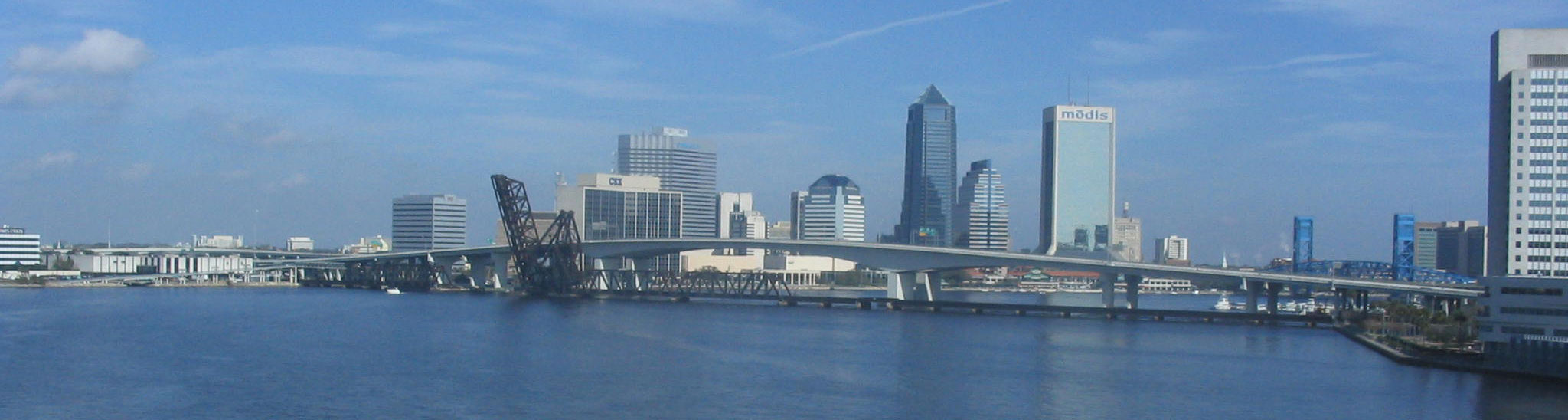
ジャクソンビル

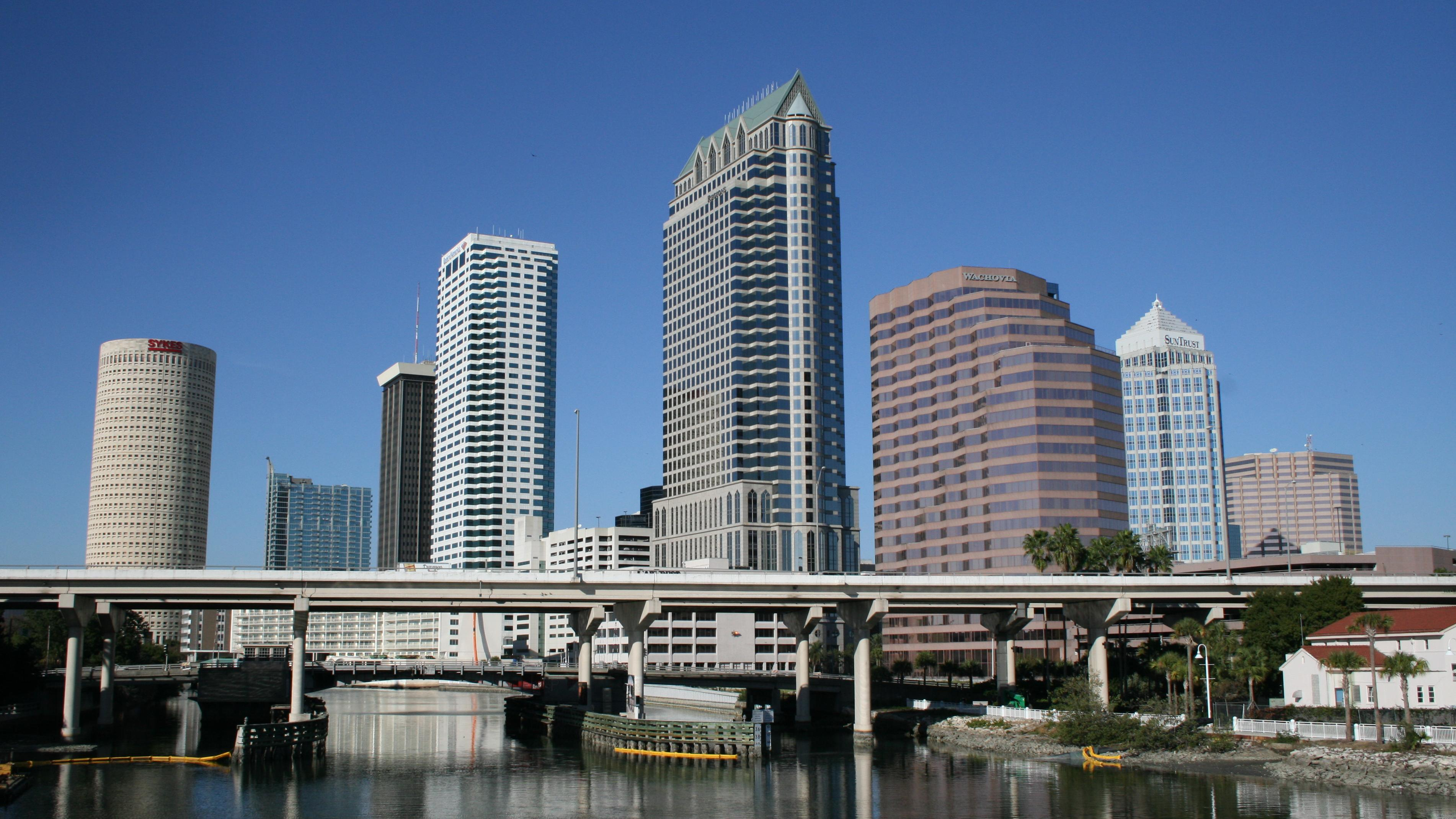
タンパ

以下、人口の数値は2020年国勢調査による。
| 市域人口 > 900,000 - ジャクソンビル 市域人口 > 400,000 - マイアミ 市域人口 > 300,000 - タンパ - オーランド 市域人口 > 200,000 - セントピーターズバーグ - ハイアリア - ポートセントルーシー 市域人口 > 150,000 - タラハシー - ケープコーラル - フォートローダーデール - ペンブロークパインズ - ハリウッド | 市域人口 > 100,000 - ゲインズビル - ミラマー - コーラルスプリングス - パームベイ - ウェストパームビーチ - クリアウォーター - レイクランド - ポンパノビーチ - マイアミガーデンズ |

### 都市圏
| 都市圏順位 | 都市圏順位                                       | 都市圏順位 |
| 順位       | 都市圏                                           | 人口       |
| ---------- | ------------------------------------------------ | ---------- |
| 1          | マイアミ・フォートローダーデール・ポンパノビーチ | 6,138,333  |
| 2          | タンパ・セントピーターズバーグ・クリアウォーター | 3,175,275  |
| 3          | オーランド・キシミー・サンフォード               | 2,673,376  |
| 4          | ジャクソンビル                                   | 1,605,848  |
| 5          | ノースポート・サラソータ・ブレイデントン         | 833,716    |

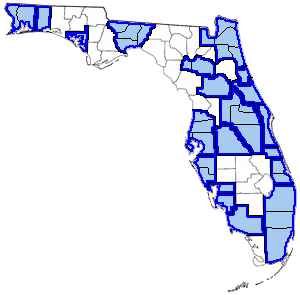
フロリダ州における都市圏の分布図

フロリダ州内かつアメリカ合衆国南東部で最大の都市圏は人口約610万人を抱える南フロリダ都市圏である。人口310万人を超えるタンパベイ地域が第2位、同じく260万人以上であるオーランド都市圏が第3位になっている。
州内にはアメリカ合衆国行政管理予算局の定義する都市圏が20ある。州内67郡のうち39郡が都市圏に含まれている。人口の分布を反映して都市圏も半島の海岸部に集まっている。東海岸ではジャクソンビル都市圏からマイアミ-フォートローダーデール-ポンパノビーチ都市圏まで帯状に連なり、モンロー郡を除いて全ての郡が含まれている。半島西海岸もタンパ-セントピーターズバーグ-クリアウォーター都市圏からネイプルズ-マルコアイランド都市圏までやはり帯状に連なり、ヘルナンド郡からコリアー郡まで海岸の郡が全て含まれている。半島北半分の内陸部にも幾つか都市圏があり、東海岸と西海岸の都市圏を繋ぐようになっている。パンハンドル部にも幾つかの都市圏が点在している。

## 政治

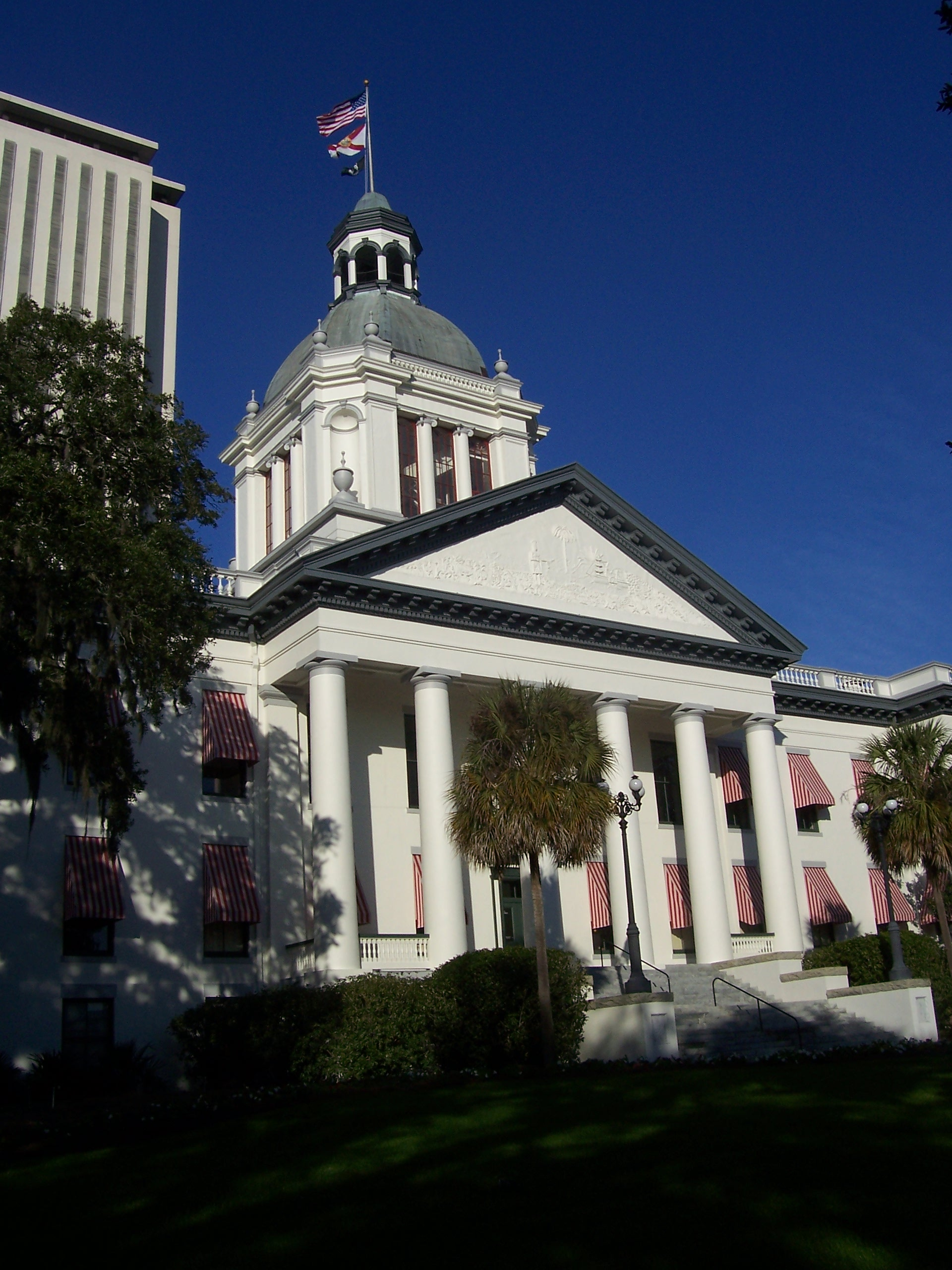
フロリダ州会議事堂

フロリダ州政府の基本的構造、任務、機能および運営はフロリダ州憲法で規定されており、この憲法は州法の基礎となり、州民の様々な権利と自由を保障している。州政府は司法府、行政府および立法府の三権分立制である。立法府が法案を採択し、州知事がこれに署名すれば州法となる。
フロリダ州議会は議員数40人の上院と、議員数120人の下院からなる両院制を採っている。現在の知事は共和党のロン・デサンティスである。フロリダ州最高裁判所には長官1人と判事6人がいる。
州内には67の郡があるが、デュバル郡がジャクソンビル市と一体になっているので、事実上は66郡である。州内には411の都市があるが、このうち379市がフロリダ州歳入部に定期的に報告を行い、これを行わない自治体も存在する。州政府の主要財源は消費税だが、都市と郡の主要財源は資産税である。

### 政治史
レコンストラクション時代以降、白人特権階級の民主党員が解放奴隷やその同調者を標的にした自警団的な暴力行為を交えて解放奴隷達の選挙投票を減らすことで、1877年には州内の議会支配を取り戻した。1885年から1889年に掛けて、州議会は黒人や貧乏白人の投票を減らす法律を成立させた。この対象者はポピュリストと組んで白人民主党の権限を脅かすようになっていた。彼等から投票権が剥奪されると、白人民主党は他の南部州と同様に一党支配に近い権限を築きあげた。1900年のアフリカ系アメリカ人の人口は州人口の44%だった。これは南北戦争前の比率と同じだったが、事実上は選挙権が無かった。1877年から1948年の間の大統領選挙では、唯一1928年を除いて民主党候補を選び続けた。
人種差別、選挙権の剥奪および農業の不振に反応した多くのアフリカ系アメリカ人は、1910年から1940年に掛けて、さらには1940年代後半に起こった大移動で北部の都市に移住した。彼等は仕事、子供達へのより良い教育機会、選挙権および社会への参加を求めて移住した。フロリダ州へは別の集団の流入という減少もあって、1960年でのアフリカ系アメリカ人人口は18%にまで減少した。
1952年以降、民主党登録者が多数であるにも拘わらず、1964年、1976年、1996年、2008年を除いて大統領選挙では共和党候補を選んでいる。レコンストラクション後では初となる共和党のアメリカ合衆国下院議員ウィリアム・C・クレーマーが選出されたのは1954年だった。同様に共和党上院議員エドワード・J・ガーニーが選ばれたのは1968年であり、レコンストラクション後初の共和党知事クロード・R・カーク・ジュニアが誕生した2年後だった。
| 年   | 共和党           | 民主党           |
| ---- | ---------------- | ---------------- |
| 2016 | 49.02% 4,615,910 | 47.81% 4,501,455 |
| 2012 | 49.13% 4,163,447 | 50.01% 4,237,756 |
| 2008 | 48.22% 4,045,624 | 50.96% 4,282,074 |
| 2004 | 52.10% 3,964,522 | 47.09% 3,583,544 |
| 2000 | 48.85% 2,912,790 | 48.84% 2,912,253 |
| 1996 | 42.32% 2,244,536 | 48.02% 2,546,870 |
| 1992 | 40.89% 2,173,310 | 39.00% 2,072,698 |
| 1988 | 60.87% 2,618,885 | 38.51% 1,656,701 |
| 1984 | 65.32% 2,730,350 | 34.66% 1,448,816 |
| 1980 | 55.52% 2,046,951 | 38.50% 1,419,475 |
| 1976 | 46.64% 1,469,531 | 51.93% 1,636,000 |
| 1972 | 71.91% 1,857,759 | 27.80% 718,117   |
| 1968 | 40.53% 886,804   | 30.93% 676,794   |
| 1964 | 48.85% 905,941   | 51.15% 948,540   |
| 1960 | 51.51% 795,476   | 48.49% 748,700   |

1998年の民主党は人種的少数派の比率が高く、また主に北部から移住してきた白人リベラル派が多い地域を支配していると言われた。南フロリダ都市圏がこの典型例であり、とくにこれら集団の集中度が高かった。このために南フロリダ都市圏は州内でも民主党の強い地域だった。デイトナ都市圏も南フロリダ都市圏より程度は劣るものの似たような状況にあり、オーランド市は民主党に肩入れすることの多いヒスパニック系住民が多かった。州内の他の地域、特に田園部や郊外部では共和党が支配的なままである。
フロリダ州中部を走り、デイトナビーチ、オーランド、タンパ、セントピーターズバーグの各都市を結ぶ州間高速道路4号線回廊の地域は成長速度が速く、共和党と民主党の支持者数が拮抗している。この地域は保守的な北部とリベラルな南部が融合する所と見られることが多く、州内最大の激戦地になっている。最近の大統領選挙では、フロリダ州有権者の40%を要する州間高速道路4号線回廊地域を制した方が州の選挙結果を左右することが多かった。
民主党は州全体と67郡のうち40郡での登録有権者数で優位に立っている。これには人口の上位3郡であるマイアミ・デイド郡、ブロワード郡およびパームビーチ郡を含んでいる。

#### 最近の選挙
民主党は有権者登録数で優位に立っているが、2008年時点で共和党が知事とその他州全体で選出する役職の大半を抑えている。州議会両院の多数派であり、アメリカ合衆国下院議員は25人のうちの15人が共和党員である。フロリダ州は1950年以降の大統領選挙で激戦州となっており、この期間でフロリダ州を制した候補者が全国で敗退したのは1992年の1度きりだった。2000年大統領選挙は大接戦となった。共和党のジョージ・W・ブッシュが選挙人選挙で僅か5票差で民主党のアル・ゴアを破った。フロリダ州は選挙人票25票を持っており、フロリダ州の勝敗で大統領が決まったことになった（フロリダ州の一般投票での票差は537票）。
2008年では、共和党と民主党の予備選挙で選ばれた代議員が、8月の党大会で両党ともに全国ルールを侵害していたためにその票の半分を剥奪されることになった。
2012年の時点でフロリダ州は選挙人票29票を持っている。

### 州法
州内の飲料水源は1972年以降5つの地域水源監督局を通じて州政府によって監督されている。
フロリダ州は1981年に自動車の車検制度を撤廃した。

### 健康管理と公衆安全
フロリダ州は2009年時点で危険な州の5位にランクされている。この評価は2008年に犯された重犯罪の記録に基づいている。
フロリダ州は、アメリカの中でも、最も銃に対する規制が甘い州と言われる。危険な場所で市民が銃を携帯するのは当たり前となっており、発砲事件は日常茶飯事である。フロリダへの旅行を自粛するよう呼びかける人権活動家や、フロリダ州での活動を拒否するアーティストもいる。フロリダは、生命の危険を感じた場合、例え実際に攻撃をされていなくとも、殺傷能力がある武器を先制使用することが認められている正当防衛法が制定されている30州の1つでもある。フロリダ州は銃擁護団体の勢力が強く、フロリダの州法は、火器の販売、所有、使用に関する条例の制定を禁止しており、州内の自治体が独自に銃規制を進めることを不可能にしている。このためフロリダ州では、水鉄砲の携帯が禁止されている一方で、実弾が発射できる銃の携帯は許されるという奇妙な状況が発生している。
2009年時点で州内には270万人のメディケイド対象患者がいる。州知事は2011年に増加が予測される30万人の患者に対して26億ドルの追加予算を提案している。
メディケイドでは2009年に生まれた新生児の60%に費用を払っている。
メディケイドでカバーできていない人を対象にした州独自の計画を持っている。

### 予算
2009年の州予算は665億ドルである。

### 選挙権
州の憲法の規定で、刑務所に服役した経験のある人物は、選挙権を剥奪されている。2018年11月6日、中間選挙で行われた投票により、この規定を改正する案に、60%以上が賛成した。

## 経済

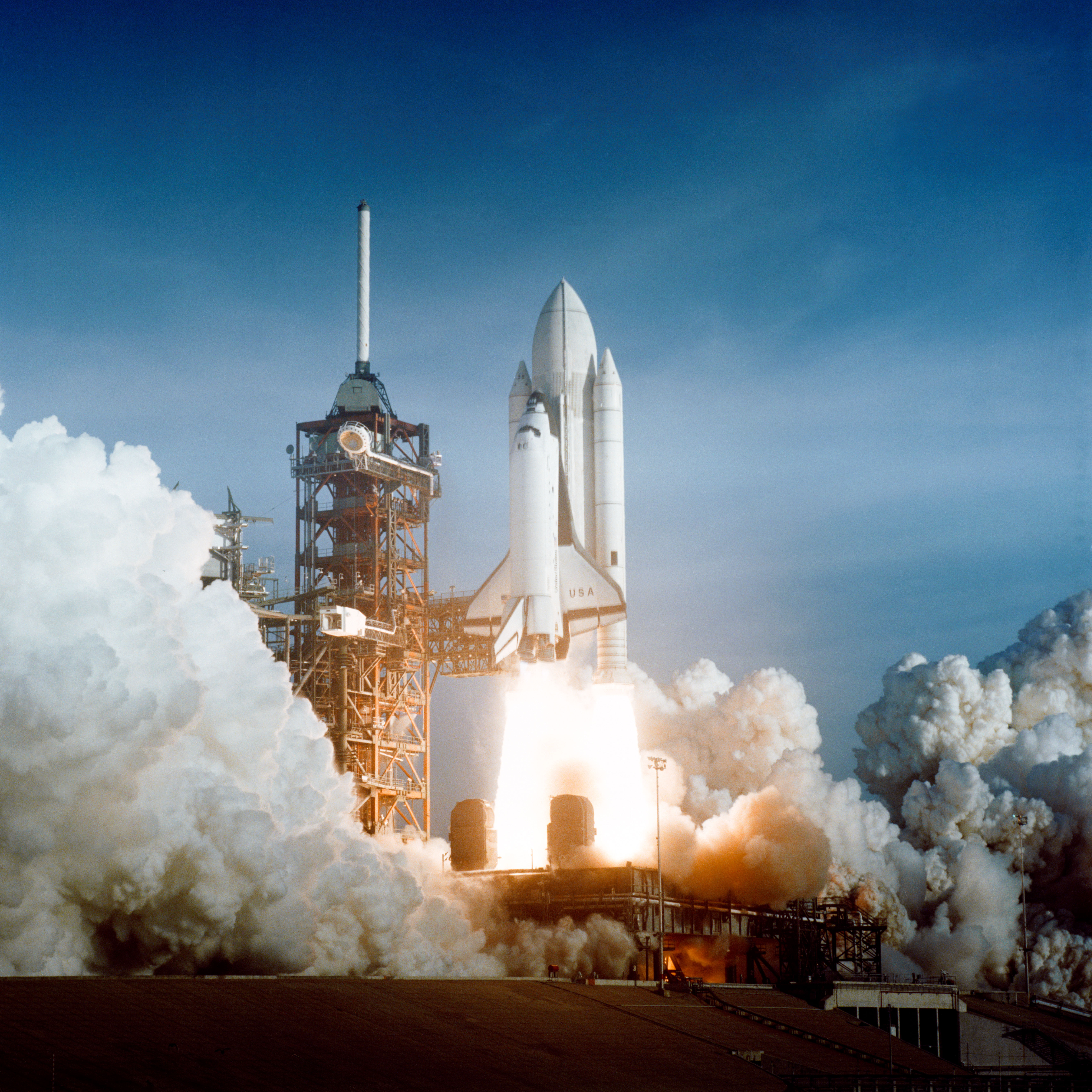
ケネディ宇宙センターから打ち上げられるスペースシャトル・コロンビア号。

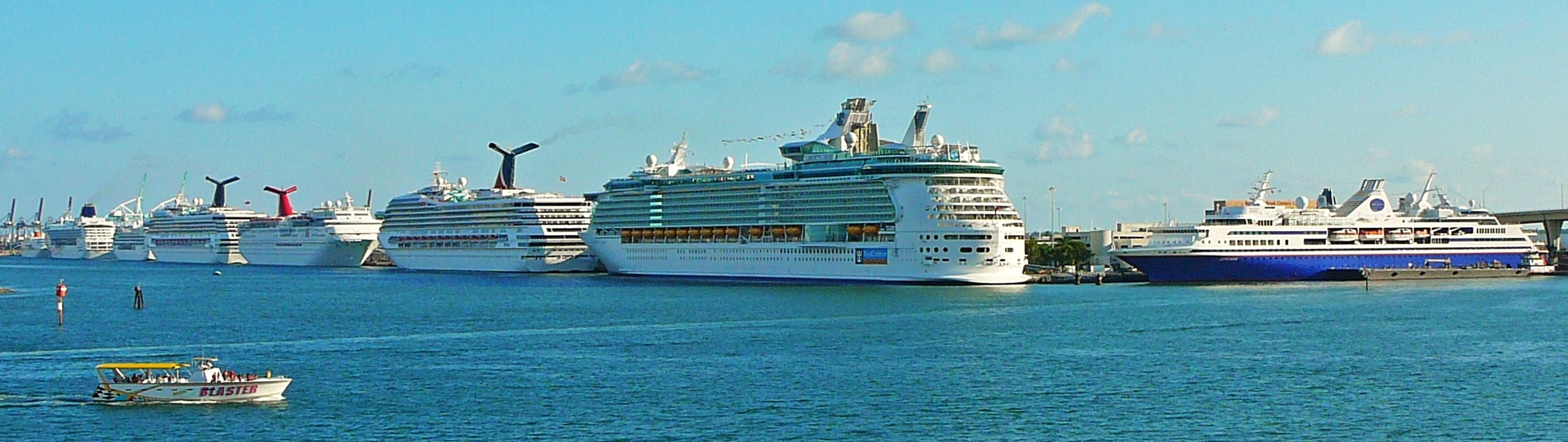
マイアミ港は世界最大のクルーズ船用港であり、世界の大規模クルーズ船運航会社の多くが本社を構えている。

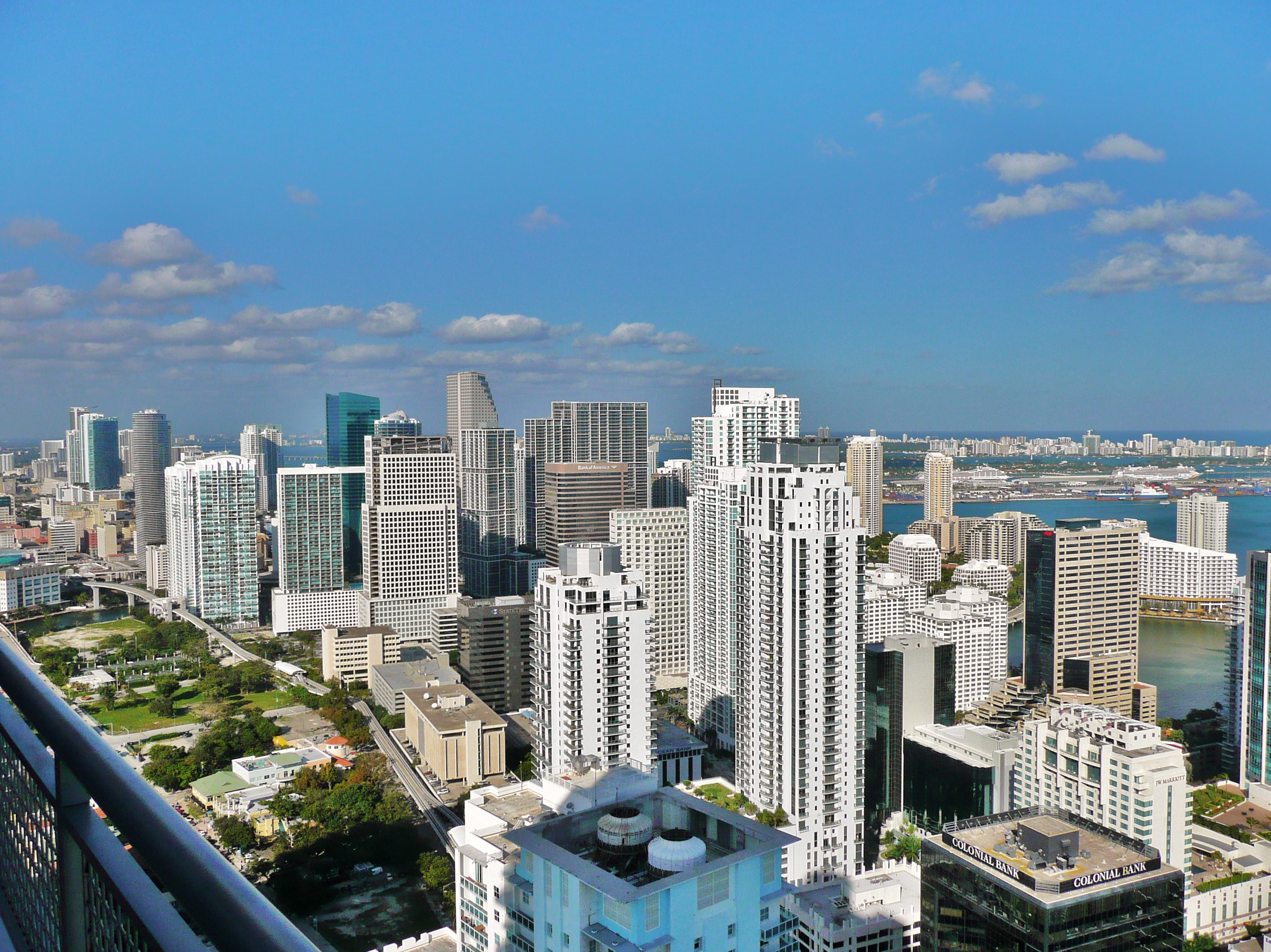
マイアミのブリッケル金融地区はアメリカの国際的銀行が最も集積した地区である。

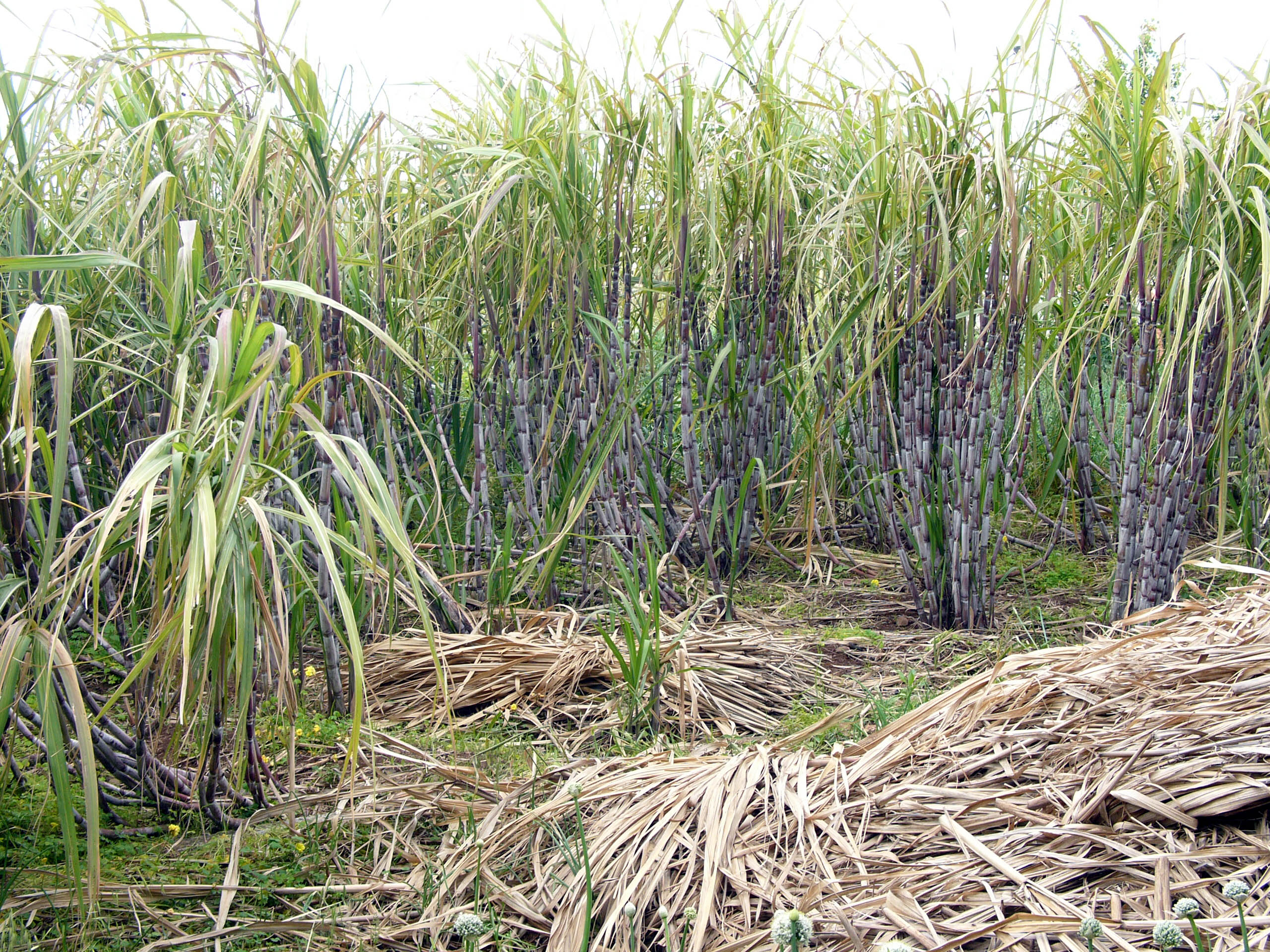
南フロリダの気候はサトウキビの栽培に最適である。

2007年のフロリダ州の州内総生産は7345億米ドルだった（全米4位）。その主要な産業はサービス業、金融業、貿易、交通と公益事業、製造業および建設業である。

### 州民の収入
フロリダ州の平均個人年収は、2009年時点で全米24位の37,780米ドルだった。
2004年まで最低賃金法を持たない数少ない州の1つだったが、この年に最低賃金を定め、毎年物価上昇に合わせて調整することを義務付ける州憲法修正条項を可決した。2010年時点でフロリダ州がはじいた最低賃金は連邦政府の7.25ドルより低いので、連邦政府の値が優先されている。
フロリダ州は個人に所得税を課さない9州の1つである。
2008年時点で貧困線以下の州民は240万人いた。18歳以下人口の18.4%は貧困線以下である。
クレジットカードの滞納率でフロリダ州は2番目に高い州であり、カード所有者の1.45%が1枚以上のカードに90日以上の滞納をしている。
2010年に250万人以上の州民が食料配給券を受けており、2007年の120万人から増加した。この資格を得るためには連邦政府の貧困線に対して133%未満でなければならない。4人家族の場合、年収29,000ドルとなる。

### 不動産
1900年代初期、土地投機業者がフロリダ州に目をつけ、ヘンリー・プラントやヘンリー・フラグラーのような実業家が鉄道を引いたので、ここの気候や地元経済に惹き付けられた多くの人々を呼び込むことになった。その時から観光業が隆盛し、大量の農地を圧倒するような開発のサイクルを加速させた。
2004年のハリケーン被害に対する補償請求が保険業界に集中したために、家屋保険金は40%から60%に上がり、控除免責金額も上昇した。
2008年第3四半期末、少なくとも60日間住宅ローン返済滞納が7.8%となり、全米でも最も高い州となった。不動産市場の崩壊となった2009年の全国住宅市場の統計にはフロリダ州に不釣り合いな数字が入っている。2000年代初期の住宅ブームの結果、2009年には州内に30万戸の空き屋が生じた。アメリカ合衆国国勢調査局は2009年にフロリダ州民が年収の49.1%を住宅関連のコストに費消しており、これは国内で3番目に高い率だと推計した。
2009年第3四半期、滞納貸付は278,189件、担保権執行は80,327件となった。2010年2月の既存家屋の転売件数は11,980件となり、2009年同月に比べて21%増加した。都市圏のうち、パナマシティ-リンヘイブン-パナマシティビーチ都市圏とパームベイ-メルボルン-タイトスビル都市圏の2つのみが転売件数を減少させた。既存家屋の転売価格は平均して131,000ドルとなり、前年より7%下降した。

### 労働力
2010年1月時点で州内の失業率は11.9%である。

### ウィキメディア財団
2008年2月まで、ウィキペディアやウィキブックスなどのサイトを経営する財団のウィキメディア財団の本部はフロリダ州セントピーターズバーグにあったが、現在はサンフランシスコに移転した。

### 主な会社など
フロリダ州に本拠地のある企業には以下のようなものがある。
- バーガーキング
- パブリックス・スーパーマーケット
- オフィス・デポ
- ジェイビル・サーキット

### 観光業
フロリダ州の経済は観光業に強く依存している。温帯から熱帯への移行部にあたることによる温暖な気候と数百マイルにも及ぶビーチは世界中の観光客を引きつけ、毎年6000万人以上が訪れる。また、ウォルト・ディズニー・ワールド・リゾートは、4つのテーマパークから成る巨大なリゾート、レイクブエナビスタの20以上のホテル、ショッピングセンターなどを擁する世界的に有名な観光地である。ウォルト・ディズニー・ワールドとともに、ユニバーサル・オーランド・リゾートやブッシュ・ガーデンズ、シーワールドのようなテーマパークが、フロリダ州中央部経済を牽引している。多くの海浜の町も特に冬季に人気のある観光地である。2000年では2,320万人がフロリダ州の海浜を訪れ、219億ドルを消費した。
一般大衆は公共信託法理の下で海浜に入る権利がある。しかし幾つかの地域では個人所有者によって長距離にわたり入り浜が制限されている。

### 製造業など
ボーン・バレー地域内に集中するリン酸塩採鉱は州内第3位の産業である。フロリダ州は全米の農業に必要とされるリン酸塩の75%、世界で見ても25%を製造しており、その95%が農業用（肥料に90%、家畜の餌に5%）、5%がその他生産用途に使われている。
1962年にケープカナベラル（ケネディ宇宙センターとして著名）にNASAのメリット島打ち上げ場ができて以来、フロリダ州ではかなりの航空宇宙関連作業が育ってきた。
フロリダ州のもう一つの経済推進力はアメリカ軍である。現在は州内に24の基地があり、タンパの米中央軍と特殊作戦軍、ドラルの南方軍と3つの統合戦闘集団がある。現在109,390人の軍人が州内に駐屯しており、直接間接に州経済に年520億ドルの効果を与えている。

### 農業
フロリダ州の2番目の産業は農業である。オレンジを初めとする柑橘類果実が農業の中心であり、2006年時点で全米の柑橘類の67%、オレンジの74%、タンジェリンの58%、グレープフルーツの54%を生産している。フロリダ州で生産される商業用オレンジの約95%は加工用（大半がオレンジ・ジュース）であり、州の飲料にもなっている。柑橘類のつる枯れ病は大きな問題であり続けている。その他の農産物としてはサトウキビ、イチゴ、トマト、およびセロリがある。エバーグレーズ農業地域が農業の中心地である。農業に起因する環境汚染、特に水質汚染が今日の大きな問題になっている。

### 漁業
2009年時点で漁業の生産高は60億ドルであり、スポーツフィッシングと商業漁業合わせて6万人を雇用している。

## 建築
多くの家屋や商業ビルは国内のどこにでもあるものと類似しているが、スペイン復古様式、フロリダ固有様式および地中海復古様式など特徴ある建築様式が州内の幾つかの部分で見ることができる。

## 教育

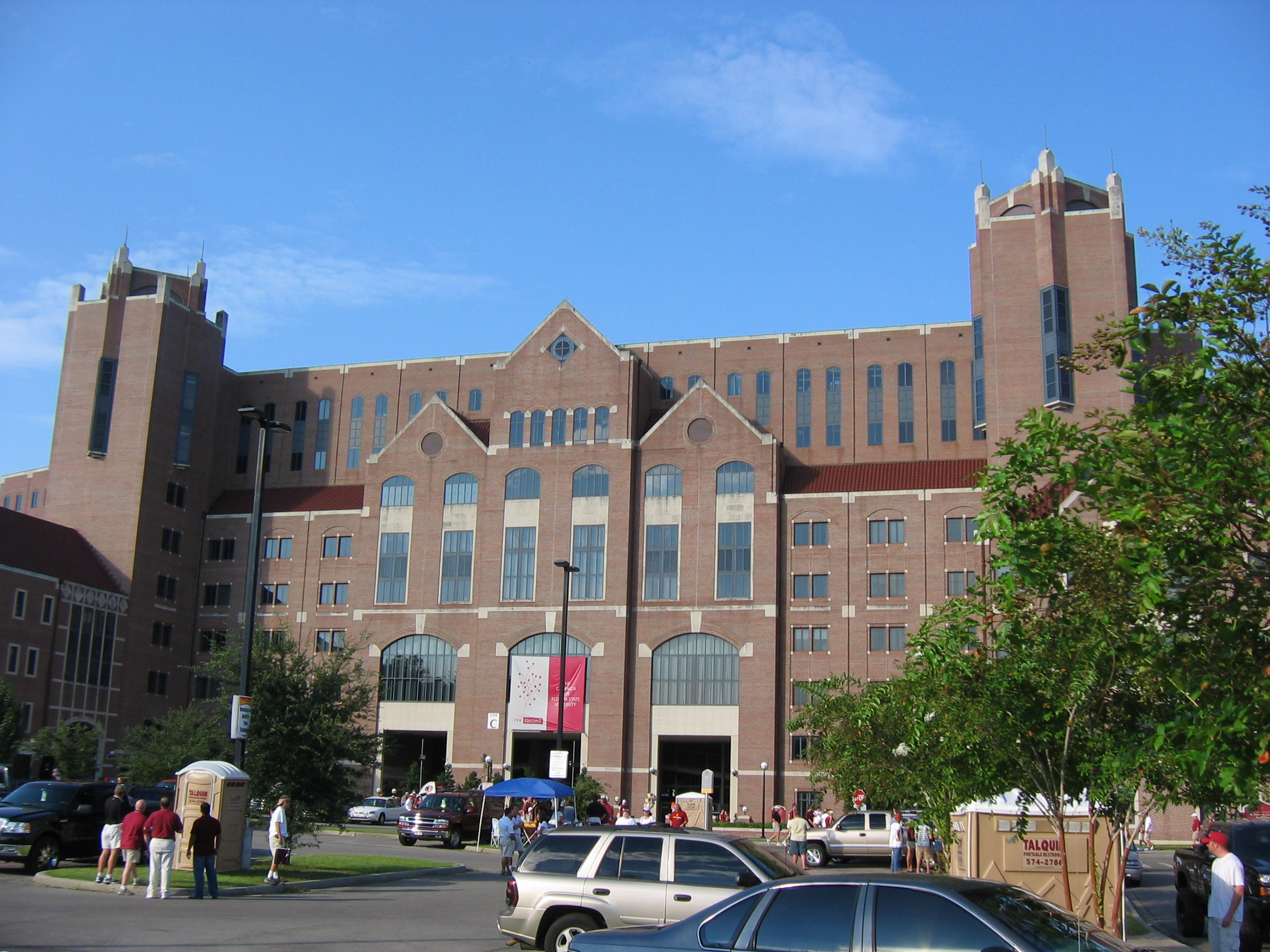
フロリダ州立大学のドーク・キャンベル・スタジアム

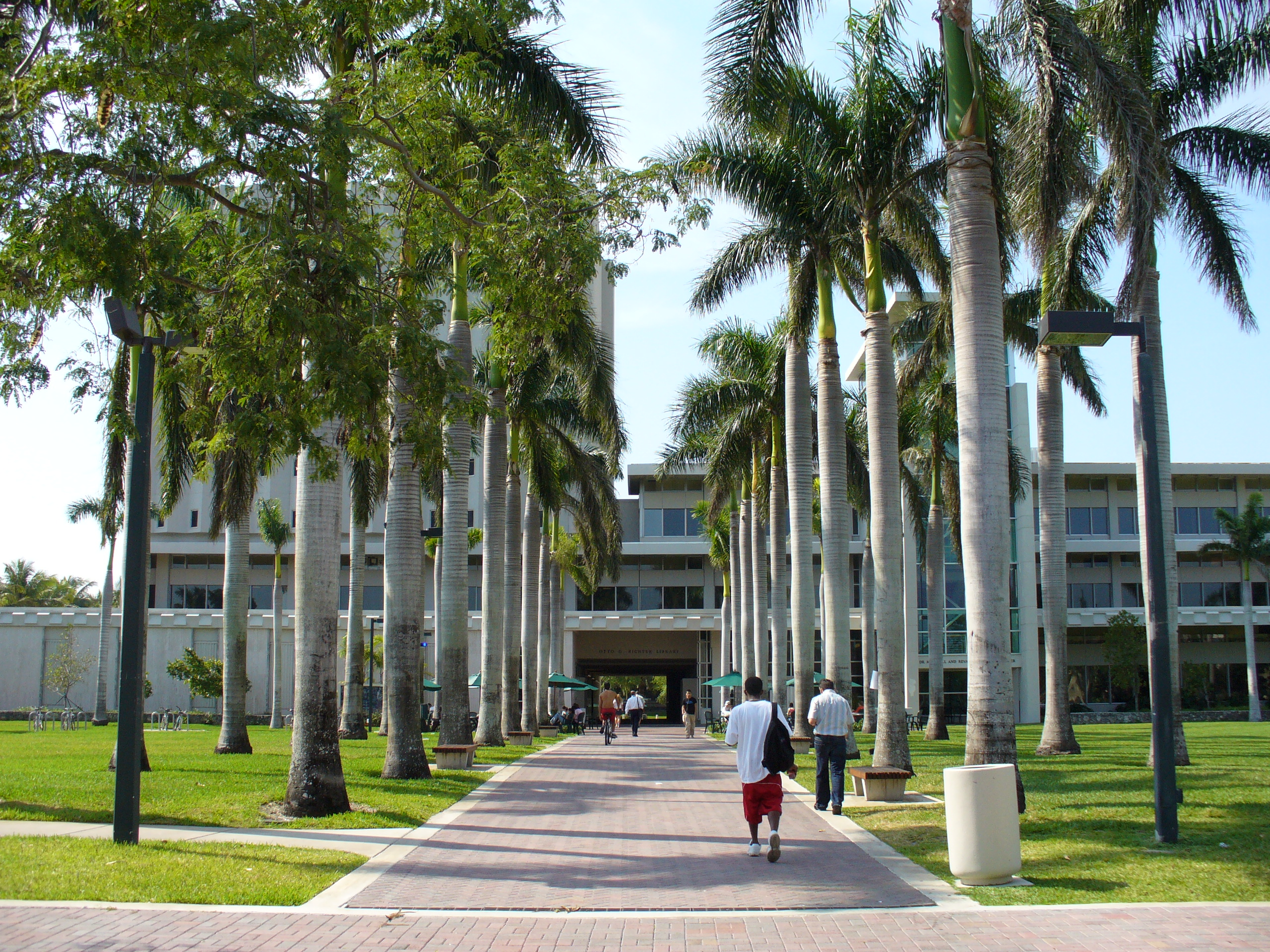
コーラルゲイブルズのマイアミ大学

フロリダ州の小学校から高等学校まではフロリダ州の教育局が管理を行っている。

### 単科及び総合大学

#### 州立大学
フロリダ州立大学は1905年に設立された大学システムであり、現在はフロリダ州知事理事会が管轄している。2008年の学校年では301,750人の学生がこれらシステムの教育機関で学んでいる。
- en:Florida A&M University
- フロリダ・アトランティック大学
- en:Florida Gulf Coast University
- フロリダ国際大学
- フロリダ州立大学

- en:New College of Florida
- セントラルフロリダ大学
- フロリダ大学
- ノースフロリダ大学
- en:University of South Florida
- en:University of West Florida

#### 主な私立大学
フロリダ州には大小取り混ぜて多くの私立大学がある。「フロリダ独立カレッジ・大学連合」は州内の私立大学の利益に貢献している。2006年の秋時点でこの連合内教育機関で121,000人の学生が学んでいる。
| - en:Barry University - en:Beacon College - en:Bethune-Cookman University - en:Clearwater Christian College - en:Eckerd College - en:Edward Waters College - en:Embry-Riddle Aeronautical University - en:Flagler College - en:Florida College - en:Florida Hospital College of Health Science - en:Florida Institute of Technology - en:Florida Memorial University - en:Florida Southern College - en:Hodges University | - en:Jacksonville University - en:Lynn University - en:Nova Southeastern University - en:Palm Beach Atlantic University - en:Ringling College of Art and Design - en:Rollins College - en:Saint Leo University - Saint Thomas University - Southeastern University - en:Stetson University - マイアミ大学 - en:University of Tampa - en:Warner University - en:Webber International University |

さらに連合に属さないカレッジや大学が20校あるが、州内では十分に資格のある大学である。
| - en:Ave Maria University - en:Baptist College of Florida - en:Carlos Albizu University - en:Digital Media Arts College - en:Everest University - en:Everglades University - en:Florida Christian College - Fort Lauderdale Institute of Art - en:Full Sail University - Hobe Sound College | - en:Johnson and Wales University - Jones College - Miami International University - en:Northwood University - en:Orlando Culinary Academy - en:Pensacola Christian College - en:Rasmussen College - Saint John's College - en:Schiller International University - Trinity College |

#### フロリダ・カレッジ・システム
そのほかフロリダ州には28のコミュニティ・カレッジがある。
| - en:Brevard Community College - en:Broward College - en:Chipola College - en:College of Central Florida - en:Daytona State College - en:Edison State College - en:Florida Keys Community College - en:Florida State College at Jacksonville - en:Gulf Coast Community College - en:Hillsborough Community College - en:Indian River State College - en:Lake City Community College - en:Lake-Sumter Community College - en:Miami Dade College | - en:North Florida Community College - en:Northwest Florida State College - en:Palm Beach State College - en:Pasco-Hernando Community College - en:Pensacola State College - en:Polk State College - en:Santa Fe College - en:Seminole State College of Florida - en:South Florida Community College - en:St. Johns River Community College - en:St. Petersburg College - en:State College of Florida, Manatee-Sarasota - en:Tallahassee Community College - en:Valencia Community College |

## 芸術・文化

### 美術館・博物館
- フロリダ自然史博物館（英語版）

### スポーツチーム

#### フロリダ州のプロスポーツチーム
フロリダ州には、北米4大プロスポーツリーグ（NFL、MLB、NBA、NHL）のチームがそれぞれ複数個存在する。
| チーム                     | スポーツ               | リーグ                     | 本拠地                             |
| -------------------------- | ---------------------- | -------------------------- | ---------------------------------- |
| ジャクソンビル・ジャガーズ | アメリカンフットボール | NFL                        | エバーバンク・フィールド           |
| タンパベイ・バッカニアーズ | アメリカンフットボール | NFL                        | レイモンド・ジェームス・スタジアム |
| マイアミ・ドルフィンズ     | アメリカンフットボール | NFL                        | サンライフ・スタジアム             |
| オーランド・マジック       | バスケットボール       | NBA                        | アムウェイ・アリーナ               |
| マイアミ・ヒート           | バスケットボール       | NBA                        | アメリカン・エアラインズ・アリーナ |
| タンパベイ・レイズ         | 野球                   | MLB                        | トロピカーナ・フィールド           |
| マイアミ・マーリンズ       | 野球                   | MLB                        | ローンデポ・パーク                 |
| タンパベイ・ライトニング   | アイスホッケー         | NHL                        | タンパベイ・タイムズ・フォーラム   |
| フロリダ・パンサーズ       | アイスホッケー         | NHL                        | バンクアトランティック・センター   |
| オーランド・プレデターズ   | アリーナフットボール   | アリーナフットボールリーグ | アムウェイ・アリーナ               |
| タンパベイ・ストーム       | アリーナフットボール   | アリーナフットボールリーグ | St. Pete Times Forum               |
| オーランド・シティSC       | サッカー               | メジャーリーグサッカー     | シトラス・ボウル                   |
| インテル・マイアミCF       | サッカー               | メジャーリーグサッカー     | ロックハート・スタジアム           |

また、デイトナ・カブスやフロリダ・フレイムのような下部組織のチームも数多く存在する。
それ以外にもNASCAR開幕戦の会場となるデイトナ・インターナショナル・スピードウェイと最終戦の会場であるホームステッド＝マイアミ・スピードウェイという2つの人気トラックが存在する。

#### 春季キャンプ
フロリダ州は温帯から熱帯の移行部にあるため気候が温暖で、メジャーリーグ野球チームの春季キャンプ地としてとても人気のある場所となっている。
| チーム                       | 場所                                         |
| ---------------------------- | -------------------------------------------- |
| アトランタ・ブレーブス       | チャンピオン・スタジアム                     |
| ボルチモア・オリオールズ     | エド・スミス・スタジアム                     |
| ボストン・レッドソックス     | ジェットブルー・パーク                       |
| デトロイト・タイガース       | ジョーカー・マーチャント・スタジアム         |
| ヒューストン・アストロズ     | オセオラカウンティ・スタジアム               |
| マイアミ・マーリンズ         | ロジャー・ディーン・スタジアム               |
| ミネソタ・ツインズ           | ハモンド・スタジアム                         |
| ニューヨーク・メッツ         | トラディション・フィールド                   |
| ニューヨーク・ヤンキース     | ジョージ・M・スタインブレナー・フィールド    |
| フィラデルフィア・フィリーズ | ブライト・ハウス・フィールド                 |
| ピッツバーグ・パイレーツ     | マッケニー・フィールド                       |
| セントルイス・カージナルス   | ロジャー・ディーン・スタジアム               |
| タンパベイ・レイズ           | シャーロット・スポーツ・パーク               |
| トロント・ブルージェイズ     | フロリダ・オート・エクスチェンジ・スタジアム |
| ワシントン・ナショナルズ     | スペース・コースト・スタジアム               |

## その他

### 交通

#### 高規格道路

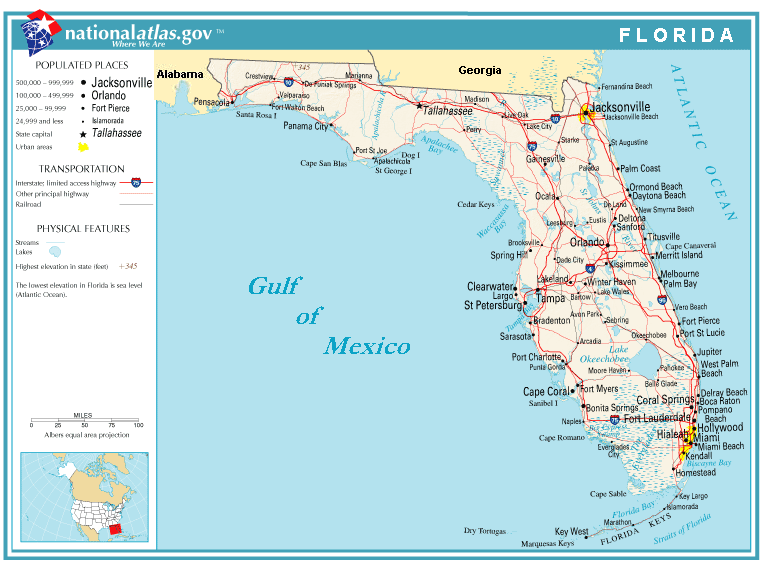
フロリダ州の主要道路と都市の地図

フロリダ州の州間高速道路、州道およびアメリカ国道は州交通局によって管理されている。フロリダ州の州間高速道路システムには全長2371 kmの高規格道路があり、他に州道およびアメリカ国道など全長15,987 kmの高規格道路がある。
- 州間高速道路4号線：半島部を南北に2分している。タンパ、レイクランド、オーランド、デイトナビーチを結び、デイトナビーチで95号線と、タンパで75号線と接続している。
- 州間高速道路10号線：ペンハンドル部を東西に横切り、ジャクソンビル、レイクシティ、タラハシー、ペンサコーラを結び、ジャクソンビルで95号線と、レイクシティで75号線に接続している。
- 州間高速道路75号線：北のジョージア州からレイクシティ近くで州内に入り、南のゲインズビル、オカラ、タンパの郊外東部、ブレイデントン、サラソータ、フォートマイヤーズからネイプルズに至る。ここから有料道路の「アリゲーター・アレー」として東のフォートローダーデールに向かい、南に転じてハイアリア、マイアミ湖で終端となる。レイクシティで10号線と、タンパで4号線と接続している。
- 州間高速道路95号線：北のジョージア州からジャクソンビル北郊で州内に入り、大西洋岸を南下してデイトナビーチ、ティトゥスビル、パームベイ、ベロビーチ、フォートピアース、ポートセントルーシー、スチュアート、ウェストパームビーチ、フォートローダーデールに至り、そこからマイアミ中心街で終端となる。ジャクソンビルで10号線、デイトナビーチで4号線と接続する。

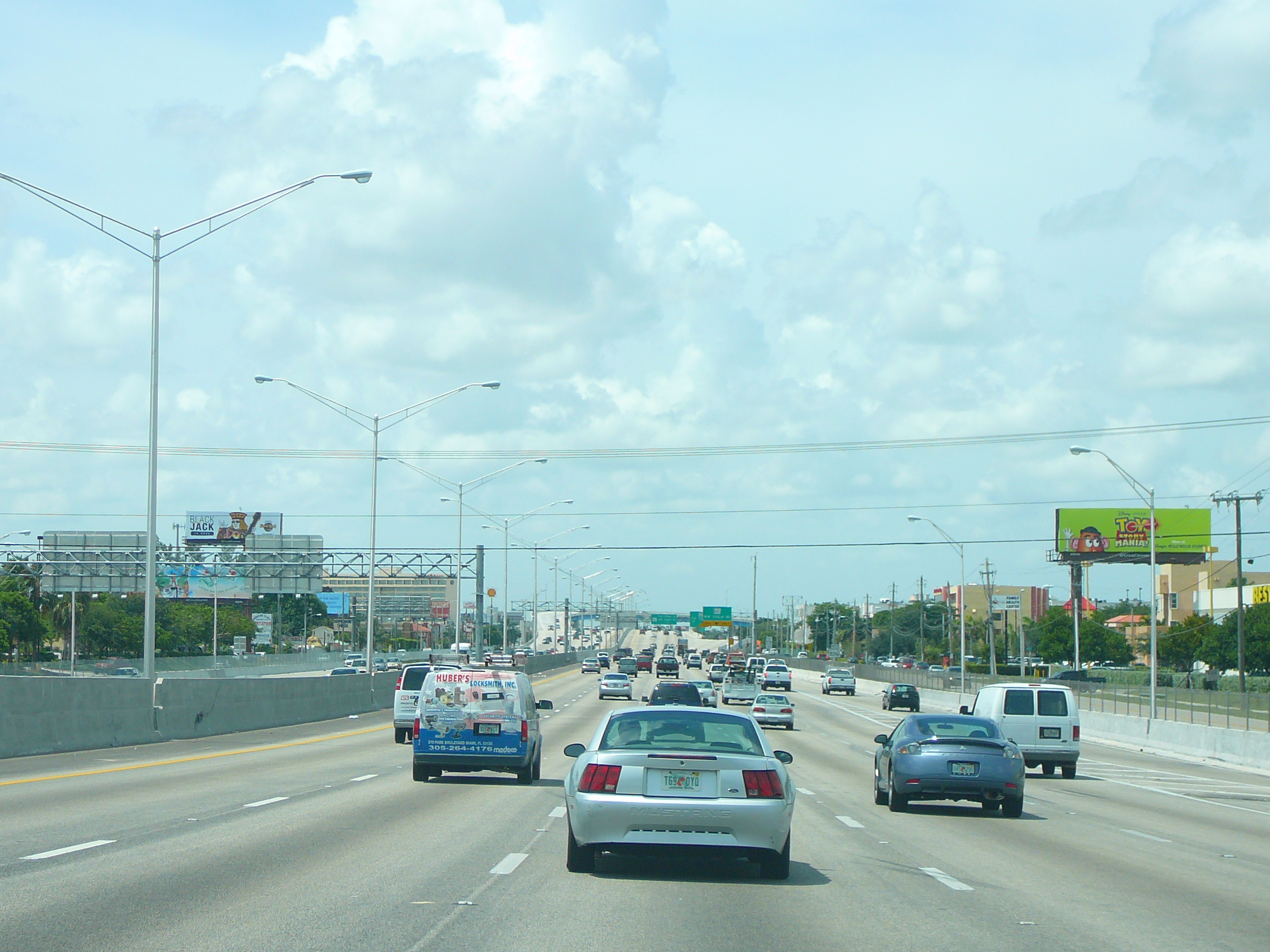
マイアミのパルメット・イクスプレスウェイ、フロリダ州で最も交通量の多い道路。

1956年連邦補助高速道路法の下で道路が建設される以前に、フロリダ州は長距離の州縦断有料道路、フロリダズ・ターンパイクの建設を始めた。フォートピアースから南にゴールデングレーズ・インターチェンジまでの第1工事区域は1957年に完成した。北のオーランドからワイルドウッド（今日のザ・ビレジズ近く）までおよび南進のマイアミからホームステッドの第2工事区域は1974年に完工した。
州道は特別の慣習で番号付けが行われている。上1桁の数字は幾つかの例外があるものの、州内のどの地域に道路があるかを示しており、北部と東部の1から南部と西部の9まである。主要な南北の道路は1桁あるいは2桁の奇数番号が付けられ、東から西に番号が増える。主要東西方向道路は1桁あるいは2桁の偶数番号が付けられ、北から南に番号が増える。二次的な道路は3桁の番号が付けられている。その最初の1桁は直ぐ北にある2桁道路の最初の数字と同じである。3桁道路の数字はやはり北から南に偶数で、東から西に奇数で増加する。
この慣習に従い、マイアミビーチの州道907号線、すなわちアルトン道路は州道997号線すなわちクロム・アベニューのさらに東にある。クロム・アベニューはマイアミ・デイド郡の最西端南北道路である。1つの例外は州道826号線、すなわちパルメット・イクスプレスウェイであり、偶数番号ではあるが、南北に走っている。州道はその重要さと場所に応じて1桁から4桁の番号が付けられている。郡道路も同じ仕組みで番号付けられることが多い。

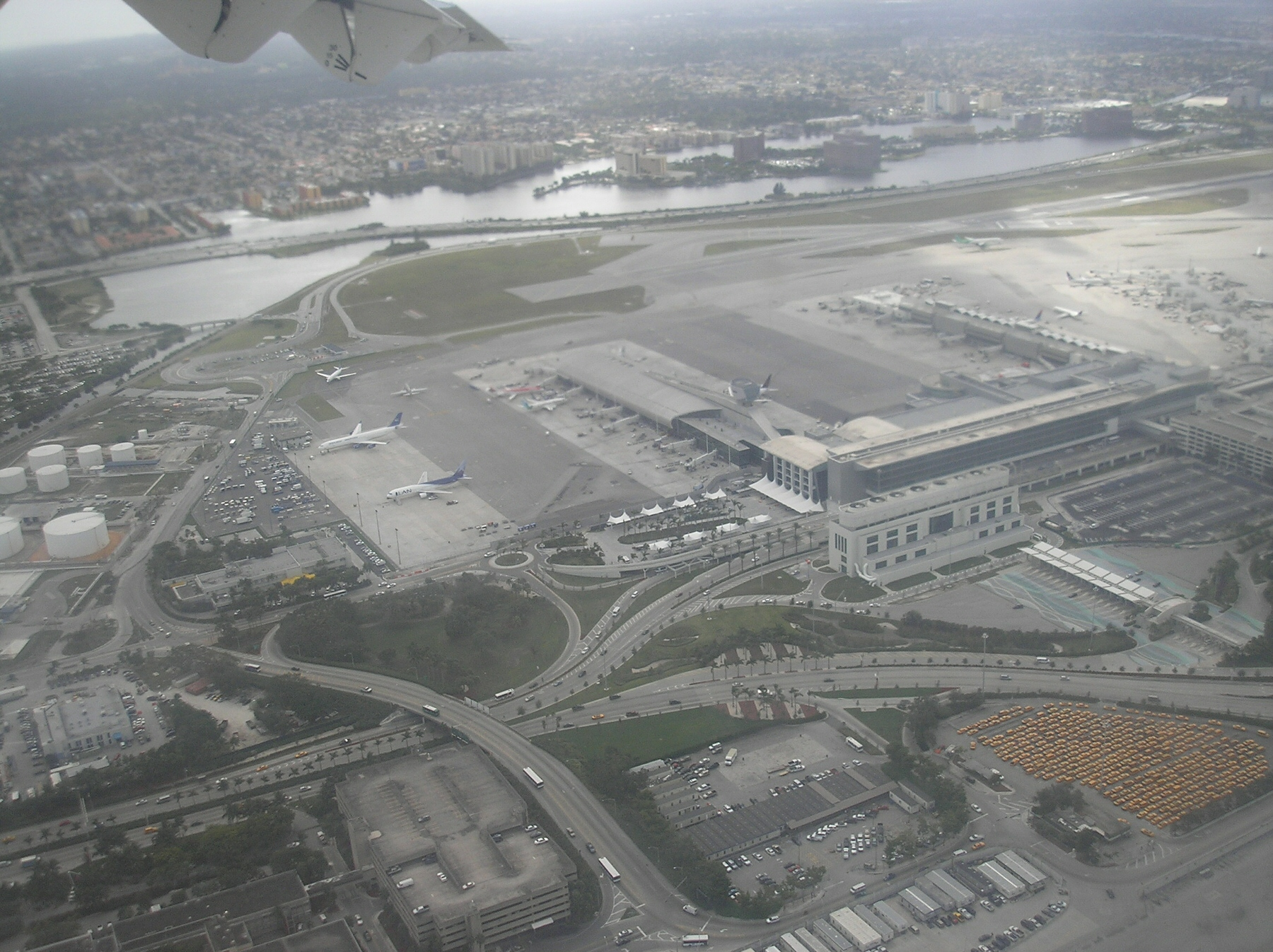
マイアミ国際空港は世界で10指に入る貨物取扱量を誇る。

#### 都市間鉄道
フロリダ州にはアムトラックの線が入っている。オーランド都市圏のサンフォードがアムトラック・オートトレインの終着駅であり、この線はワシントンD.C.の南、バージニア州ロートンまで行っている。オーランドはサンセット・リミテッドの東側終着点でもあり、南部のニューオーリンズ、ヒューストン、サンアントニオを抜けてロサンゼルスに向かう（ただし2005年のハリケーン・カトリーナおよびハリケーン・リタの影響により、ニューオーリンズ以東は無期限運休となっている）。ほかにアムトラックのシルバー・スターとシルバー・メティオという2本の列車も走っており、ニューヨーク市とマイアミを結んでいる。
タンパ、レイクランドとオーランドの間で高速鉄道の建設が始まった。これはフロリダ州高速鉄道の第一段階である。土木工事は2010年7月に始まった。建設は2011年開始、第一段階の完成は2014年を予定されていたが、2月17日リック・スコット知事は
連邦政府からの補助金27億ドルの受け取りを拒否し、事実上高速鉄道導入を拒否した。
2012年、貨物鉄道のフロリダ東海岸鉄道は、オーランド国際空港とマイアミの間で旅客鉄道輸送を行うと発表した。名称はブライトラインである。計画では自社の線路及び新線建設によってマイアミとオーランド国際空港間を約3時間で結ぶ予定である。2018年1月13日ウェストパームビーチとフォートローダーデール間で営業運行開始、2023年9月、ウェストパームビーチからオーランド国際空港まで延伸開業した。

#### 州内の空港
下記主要空港の後の数字は2006年年間乗降客数である。
- オーランド国際空港 (MCO)、34,128,048人
- マイアミ国際空港 (MIA)、32,533,974人
- ジャクソンビル国際空港 (JAX)、5,946,188人
- キーウェスト国際空港 (EYW)
- タンパ国際空港 (TPA)、18,867,541人
- サウスウエスト・フロリダ国際空港 (RSW)、7,643,217人
- メルボルン国際空港 (MLB)
- ペンサコーラ国際空港（英語版） (PNS)、1,620,198人
- フォートローダーデール・ハリウッド国際空港 (FLL)、21,369,577人
- パームビーチ国際空港 (PBI)、7,014,237人
- ゲインズヴィル空港（英語版） (GNV)
- サラソータ＝ブレイデントン国際空港（英語版） (SRQ)、1,423,113人
- オーランド・サンフォード国際空港 (SFB)、1,649,565人

### 姉妹州
- ラングドック＝ルシヨン地域圏 - (1989年)
- 台湾省 - (1992年)
- 和歌山県 - （1995年）
- 西ケープ州 - （1995年）
- ヌエバ・エスパルタ州 - （1999年）
- 京畿道 - （2000年）